# MV Agusta
MV Agusta (nom complet: MV AGUSTA Motor S.p.A.; nom original: Meccanica Verghera Agusta o MV) és una empresa italiana fabricant de motocicletes que va ser fundada pel comte Domenico Agusta com a filial de la companyia d'avions Agusta a Cascina Costa (frazione de Samarate, a la província de Varese) el 19 de gener de 1945. MV són les inicials de Meccanica Verghera, el barri de Samarate on es van fabricar les primeres motocicletes d'aquesta marca. L'actual seu central i les principals plantes de producció de l'empresa es troben a Varese, a la vora del llac.

## Història

### Els orígens

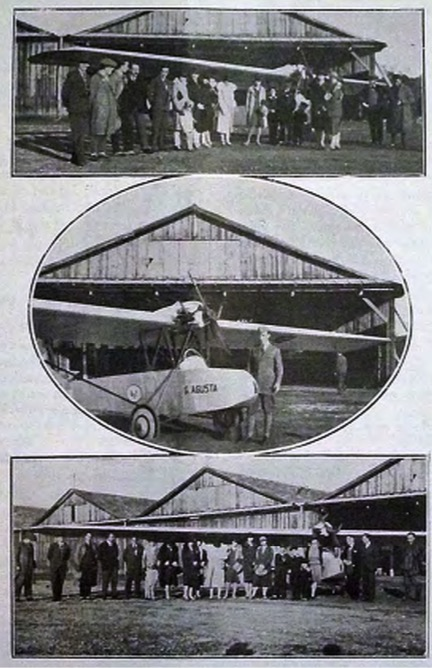
El monoplà Agusta AG.2 a Cascina Costa el 1927

MV Agusta té els seus orígens en l'empresa Costruzioni Aeronautiche Giovanni Agusta SA, fundada el 1919 pel comte d'origen sicilià Giovanni Agusta (1879-1927). Després d'haver establert plantes de producció a Trípoli i Bengasi, Agusta n'inaugurà una de tercera a Cascina Costa el 3 de desembre de 1923, un cop adquirida a l'estat l'àrea ocupada per l'aeròdrom "Gaspare Bolla" amb les seves infraestructures (oficines, tallers i hangars). Gràcies a les habilitats tècniques del fundador com a pioner de l'aviació i a la proximitat al camp d'aviació de Malpensa, la companyia va participar en el manteniment i reparació d'avions militars FIAT, Savoia Marchetti, Caproni i Breda.
Giovanni Agusta es va morir el 1927, deixant la direcció de l'empresa a la seva dona Giuseppina i al seu fill gran Domenico. Apassionat dels vehicles de motor, Domenico Agusta (1907-1971) va demanar el 1943 als seus tècnics que dissenyessin un motor econòmic i multifuncional per a l'ús en motocicletes i altres tipus de vehicle. El primer que es va produir va ser un petit motor de dos temps de 98 cc de 2 velocitats. L'esclat de la Segona Guerra Mundial en van frenar el desenvolupament, tot i que va continuar de manera clandestina i fragmentada després del 8 de setembre de 1943, quan les fàbriques van ser ocupades i controlades pels alemanys amb la prohibició de dur-hi a terme cap activitat no relacionada amb la indústria bèl·lica. Arribats al final de la guerra a Itàlia, es va reprendre el desenvolupament del motor a la planta de Verghera, on es va construir la primera motocicleta.
El 19 de gener de 1945 es va fundar oficialment a Cascina Costa (Samarate), com a secció empresarial del grup Agusta, la societat anònima "Meccanica Verghera", dedicada al desenvolupament de vehicles terrestres de motor. Durant el període immediatament posterior a l'alliberament d'Itàlia pels aliats, però, per tal de garantir l'operativitat de l'empresa i no dispersar la professionalitat dels treballadors, a les fàbriques d'Agusta s'hi endegaren activitats diverses utilitzant el material disponible aleshores, com ara la producció de planejadores i objectes per a la llar.

### 1945–1980: La família Agusta
El 1945 va aparèixer la primera MV Agusta, la "98", en versions Economica i Turismo. Els plans executius d'aquests models i els motlles de fosa s'havien preparat a finals de 1943 i el motor funcionava al banc de proves ja al 1944. Com a curiositat, aquesta moto es va presentar inicialment com a "Vespa 98". La denominació havia estat triada personalment pel comte Domenico Agusta, inspirat en el delicat i agut brunzit produït pel petit motor de 2 temps. Segons els primers informes de premsa, MV Agusta va rebre una advertència formal sobre l'ús del nom "Vespa" per part dels germans Balsamo, ja que ells l'havien registrat abans per al seu model Miller Vespa de 1934. Un cop finalitzada la disputa legal, els germans Balsamo van vendre el nom de "Vespa" a Piaggio, empresa que el va fer servir per al seu nou escúter (un futur èxit comercial a tot el món).

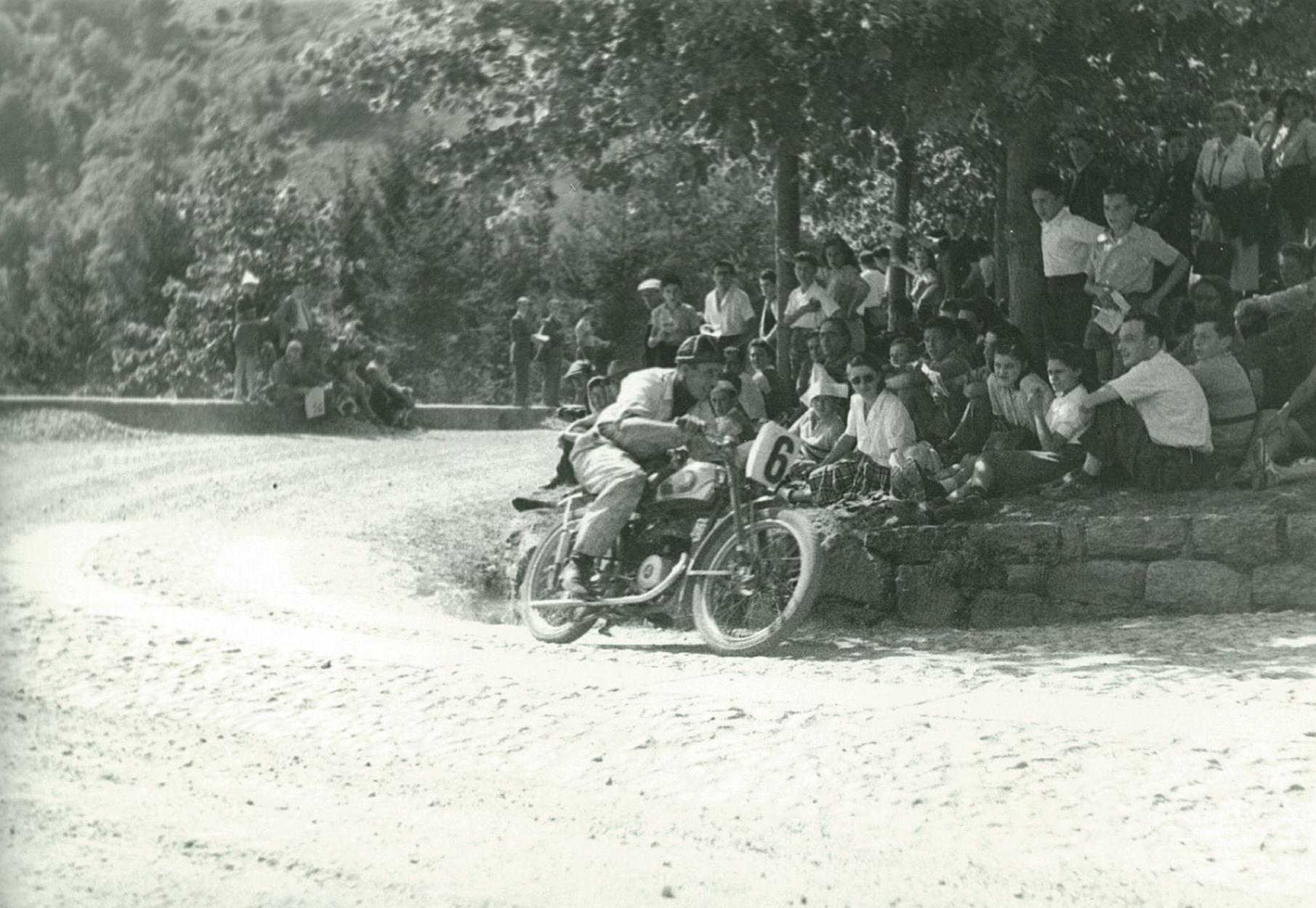
Una MV Agusta 98 "Corsa" en acció el 1946

La "98" es va començar a lliurar l'any següent, 1946, i MV Agusta va començar a participar tot seguit en competicions de motociclisme. En una prova de regolarità (l'actual enduro) a La Spezia el 6 d'octubre, la guanyadora fou una MV 98 de 3 velocitats. La victòria es va repetir set dies després al circuit de Valenza i arran de l'èxit es va produir la 98 Sport, equipada amb forquilla telescòpica, bastidor més curt, selló rebaixat i un motor més potent (quasi 5 CV).
El 1947, al Saló de l'Automòbil de Milà, MV Agusta hi va presentar diverses novetats: la 98 Turismo Lusso ("luxe") amb caixa de canvis de 3 velocitats, la Zefiro amb motor bicilíndric de 125 cc de 2 temps (un model que no va passar de la fase de prototip) i la 250 amb motor monocilíndric de 4 temps. L'any següent, MV va participar al Campionat d'Itàlia de velocitat de 125 cc amb la 125 Tre Marce derivada de la 98.
La 98 i la 125 es van substituir el 1949 per la nova 125 de 2 i 4 velocitats. Amb el nou motor 125 de 2 temps, el 1949 també es van presentar dos models d'escúters: el tipus A, parcialment carenat i el tipus B, completament carenat. L'any següent, després d'actualitzacions i millores, van prendre el nom, respectivament, de C GT i C SL. El 1952, la versió parcialment carenada també estava disponible amb motor de 150 cc. El mateix any es va presentar una nova versió de l'escúter més barata i d'estructura simplificada, equipada amb un nou motor, que s'anomenà Ovunque ("arreu") i es conegué també per les inicials "O51" (les quals, després de les actualitzacions sofertes el 1952, es van convertir en O52). Es mantingué en producció fins al 1954, prenent un nou nom cada any (O53, O54, etc.).

#### Anys 50
Durant la dècada del 1950, MV Agusta va començar a ser més coneguda també en competicions a escala internacional i l'empresa va presentar un nou model derivat dels de competició, la 500 Turismo tetracilíndrica (la qual, però, mai no va passar de la fase de prototip). La 125 Motore Lungo de 2 temps per a curses de regularitat i velocitat derivava del motor estàndard amb l'aplicació d'un magneto a la part anterior del càrter, motiu pel qual es va allargar el bloc motor, per tal d'assegurar que la bugia rebia corrent al màxim règim de funcionament del motor.

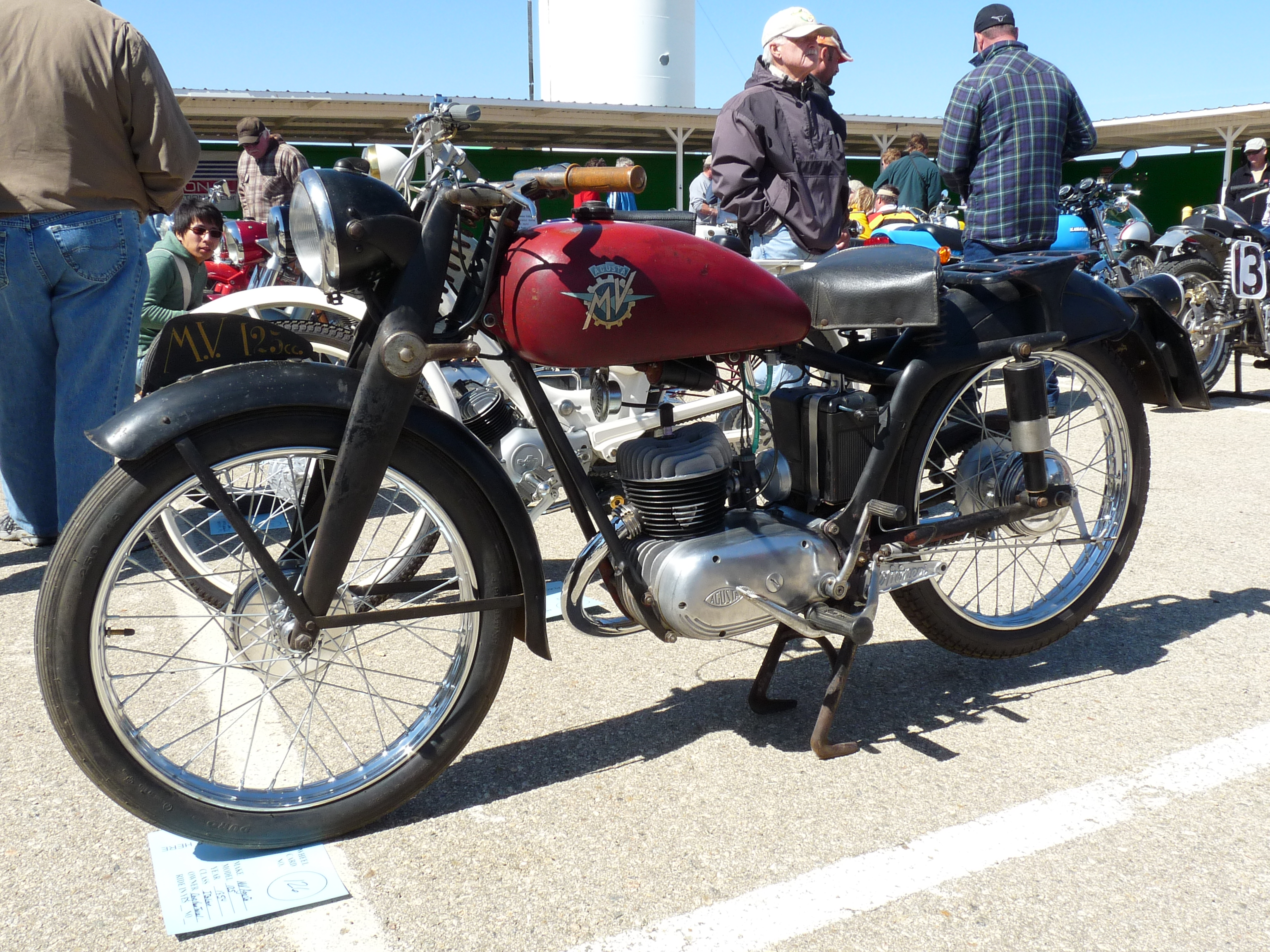
Una MV Agusta 125 Turismo (1954)

El 1952, la planta d'Agusta va començar a construir helicòpters sota llicència del fabricant nord-americà "Bell Aircraft Corporation" i l'aviació tornà a ser fonamental per al negoci del comte. Tot i que MV Agusta va continuar venent motocicletes, les curses passaren ara a un segon pla per a Domenico Agusta. D'ençà d'aquell any, però, MV Agusta va anar en contra de la tendència general tot invertint en investigació i transferint tecnologia aeronàutica a les seves motocicletes. Entre els exemples d'innovació i avantguarda d'aleshores hi ha la caixa de canvis hidràulica progressiva de la 175 cc de 4 temps (1956), els sistemes d'injecció per a motors de 2 i 4 temps (SBS), els nous sistemes de lubrificació que van permetre ampliar la garantia a un quilometratge particularment elevat (150 RS) i el motor de competició 6C GP de 500 cc de 6 cilindres (1957). A finals de 1952 es va llançar la MV Agusta 175 en dues versions: CST i CSTL. Va ser la primera motocicleta de producció amb motor de 4 temps de la marca. El seu motor monocilíndric es va dissenyar amb arbre de lleves al cap per a un alt rendiment. L'arbre de lleves accionat per cadena movia les vàlvules a través dels balancins, els quals estaven tancats per molles de vàlvules de forquilla. El motor estava inclinat 10° cap endavant i es va fabricar en aliatge, amb un diàmetre per carrera de 59,5 × 62 mm. Aquest model tenia un bastidor amb un disseny de doble bressol que emprava tubs per a les seccions anteriors i elements d'acer premsat al darrere. La suspensió era de forquilles telescòpiques anteriors i braç oscil·lant posterior. La 175 CST estava equipada amb sellons separats i rodes de 17", mentre que la CSTL (Turismo Lusso) les tenia de 19" i duia selló llarg. La 175 CST pesava 103 kg i oferia una velocitat màxima de 100 km/h.

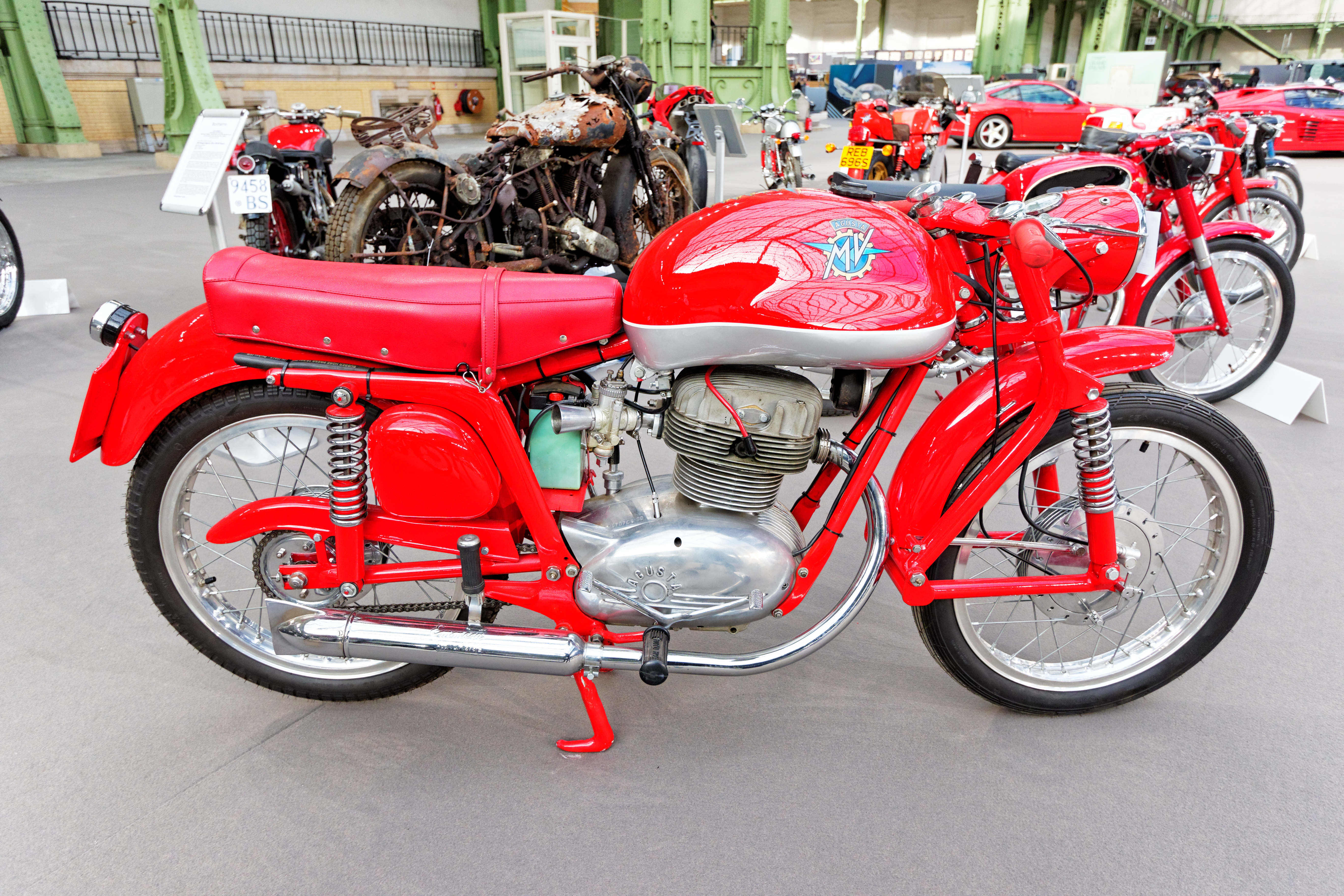
MV Agusta "Disco Volante" (1954)

El 1953 es va superar la producció anual de 20.000 motocicletes i es va presentar la 125 Pullman. El mateix any es va iniciar una segona producció sota llicència a Espanya, per mitjà de l'empresa Avello de Gijón, que va durar fins al 1966 (més tard, Avello va produir sota llicència les Puch austríaques abans d'acabar absorbida per Suzuki). Menys d'un any després, MV Agusta va presentar una versió més esportiva de la 175: la 175 CS, amb un carburador més gran (22 mm en comptes de 18), relació de compressió més alta, culata més gran amb aletes més grans, llandes d'alumini i abundant pintura vermella brillant. El seu motor monocilíndric de 175 cc lliurava 11 CV a 6.700 rpm, amb una velocitat màxima de 115 km/h. Aquest model presentava manillar inferior, una posició de conducció més esportiva i un dipòsit de combustible bellament esculpit que li va valdre ràpidament el malnom de "Disco Volante" ("platet volador"), per la semblança amb aquests del dipòsit vist del davant.
El juliol de 1954, MV va començar a oferir un model de competició, la 175 CSS (Super Sport) en una sèrie molt limitada. El motor es va transformar encara més al model CS, amb una relació de compressió més alta i un carburador més gran que lliurava 15 CV a 8.800 rpm. La part cicle era la mateixa que al model CS, tret que estava equipada amb forquilles Earles. El mateix any, va debutar un nou model en dues versions: la Turismo Rapido (6,5 CV) i la Rapido Sport (7,5 CV). El bastidor era similar als models de 175 cc, però va aparèixer una millora radical al model Rapido Sport: la forquilla de suspensió telescòpica.
El 1955, MV Agusta va dissenyar la 175 CSS-5V per al campionat italià Formula Sport Derivata. La "Squalo" ("tauró"), com se la coneixia popularment, tenia un bastidor més lleuger basat en el que s'utilitzava en motocicletes de curses, frens més grans, magneto, forquilles Earles i una caixa de canvis de 5 velocitats. La moto va passar a la història del motociclisme gràcies a la primera victòria del jove Mike Hailwood, futur nou vegades campió del món, qui el 1957 va guanyar la seva primera cursa amb una d'aquestes motos apujada a 196 cc en una competició de 200cc, a Oulton Park. Entre 1954 i 1957 es van produir unes 200 unitats de la Squalo.
El motor de 175 cc es va fer famós no només en curses de carretera, sinó també en fora d'asfalt; del 1955 al 1958, MV va produir també motocicletes de competició d'aquest tipus, concretament d'enduro (anomenat aleshores regolarità a Itàlia). Però potser la MV més inusual produïda a l'època fou un motocarro amb una capacitat de càrrega de 300 kg.

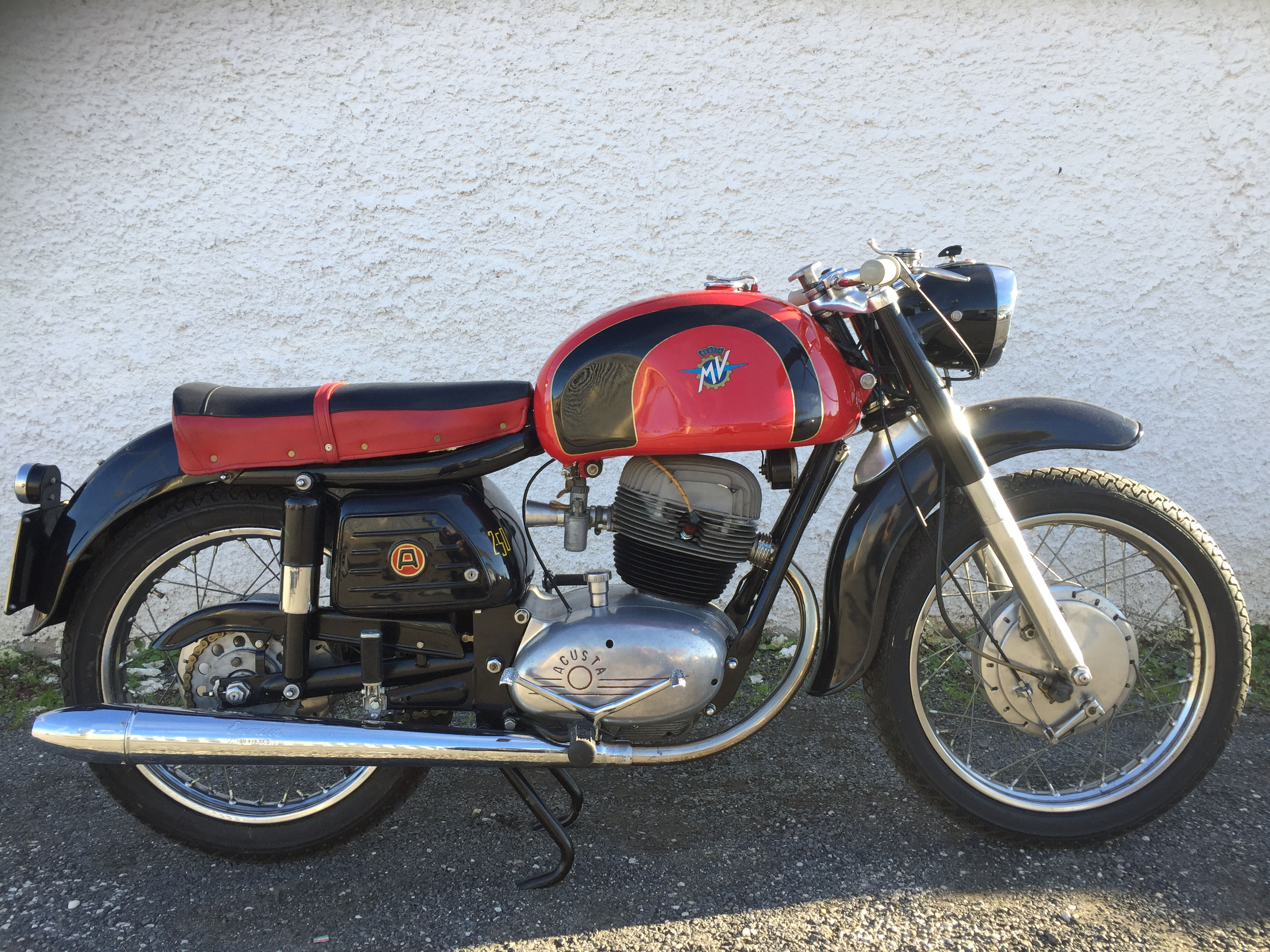
MV Agusta 250 Raid de 1957

A la tardor de 1956, MV va llançar la 250 Raid. Tècnicament, la moto era un desenvolupament del motor de 125 cc (monocilíndric de 4 temps OHC i caixa de canvis de 4 velocitats), amb bastidor dúplex tancat pel càrter i un pes en sec augmentat fins als 160 kg. Com a resultat, el motor de 14 CV amb prou feines podia impulsar aquesta moto fins als 115 km/h. Tot plegat en va generar una baixa demanda.
Després de la temporada de 1957 del mundial de motociclisme, amb el pacte d'abstenció, els fabricants italians Gilera, Moto Guzzi i Mondial van acordar conjuntament de retirar-se dels Grans Premis a causa de l'augment dels costos i la davallada de les vendes. El comte Agusta va acceptar inicialment de retirar-se, però després va repensar-s'hi. MV Agusta va continuar dominant els Grans Premis i va guanyar 17 campionats mundials consecutius de 500cc. El tarannà competitiu del comte Agusta el va impulsar a contractar alguns dels millors pilots de l'època, entre ells Carlo Ubbiali, John Surtees, Mike Hailwood, Giacomo Agostini i Phil Read, a més del cèlebre enginyer Arturo Magni.

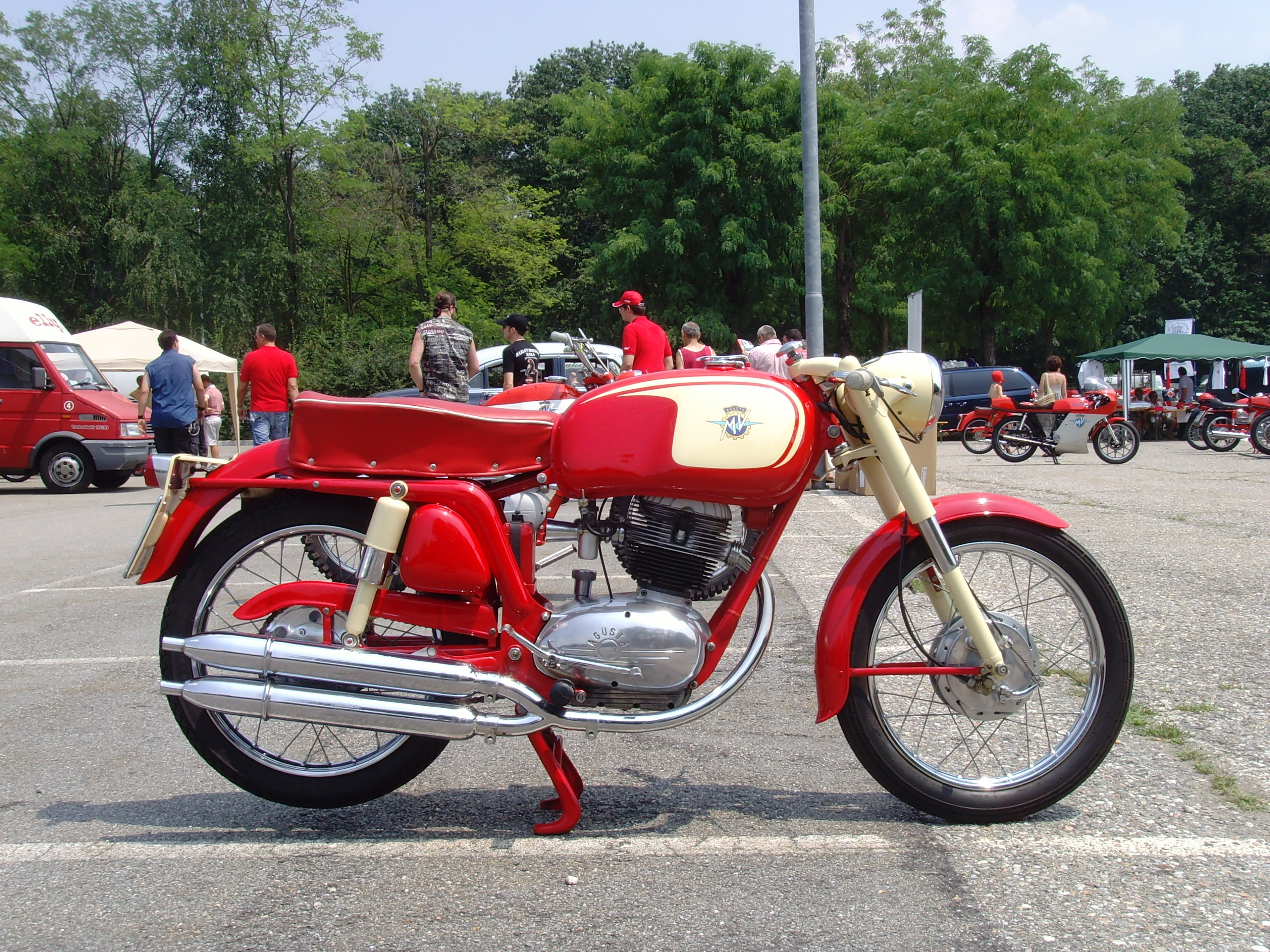
MV Agusta 150 Rapido Sport de 1959

El 1958 es va presentar la MV Agusta 150 RS (Rapido Sport), en resposta a la nova legislació italiana que prohibia circular per autopista a les motocicletes de 125 cc cap avall. La 150 duia un motor de 10 CV que li permetia arribar als 110 km/h. El mateix motor, reduït a 7 CV, es va instal·lar al petit escúter de tres rodes amb cabina anomenat Centauro. El mateix any es va presentar també el model 83.
El 1959, en un intent de recuperar les males vendes de la 250, la companyia va llançar una versió de 300 cc i 16 CV, però les vendes en general tampoc no van destacar. L'èxit esperat no es va materialitzar i finalment es van vendre només 544 motocicletes de 250 cc i vora 500 de 300 cc. Aquell mateix any es va incloure de sèrie una nova tecnologia de lubrificació que va permetre a MV Agusta ampliar la seva garantia fins al límit màxim de 100.000 km. Aquest sistema el duien per exemple la MV Agusta 125 TRE, una moto amb fama de gran fiabilitat i que garantia 100.000 km sense problemes (el model s'anomenava "Centomila", "Cent mil"), un nou motor de 232 cc i un nou model equipat amb aquest motor anomenat Tevere. Era una versió més cara del model 150 RS, de manera que aviat es va deixar de fabricar. Tot i així, aquest motor de 232 cc es produí fins al 1968, ja que es va fer servir per a l'escúter de càrrega Trasporto Tevere.

#### Anys 60
El 1960 va aparèixer la Checca en versions base i GT (la versió base només pesava 83 kg). La versió GT duia un motor de 83 cc de 4 CV i va ser seguida poc després per les versions de 99 cc GTE (5,15 CV) i Sport (6,5 CV). El 1962 es va afegir a la línia la versió GTL, amb un motor de 125 cc i 5,5 CV. Aquestes petites motocicletes es van mantenir en producció fins al 1969, malgrat no tenir un gran èxit comercial.

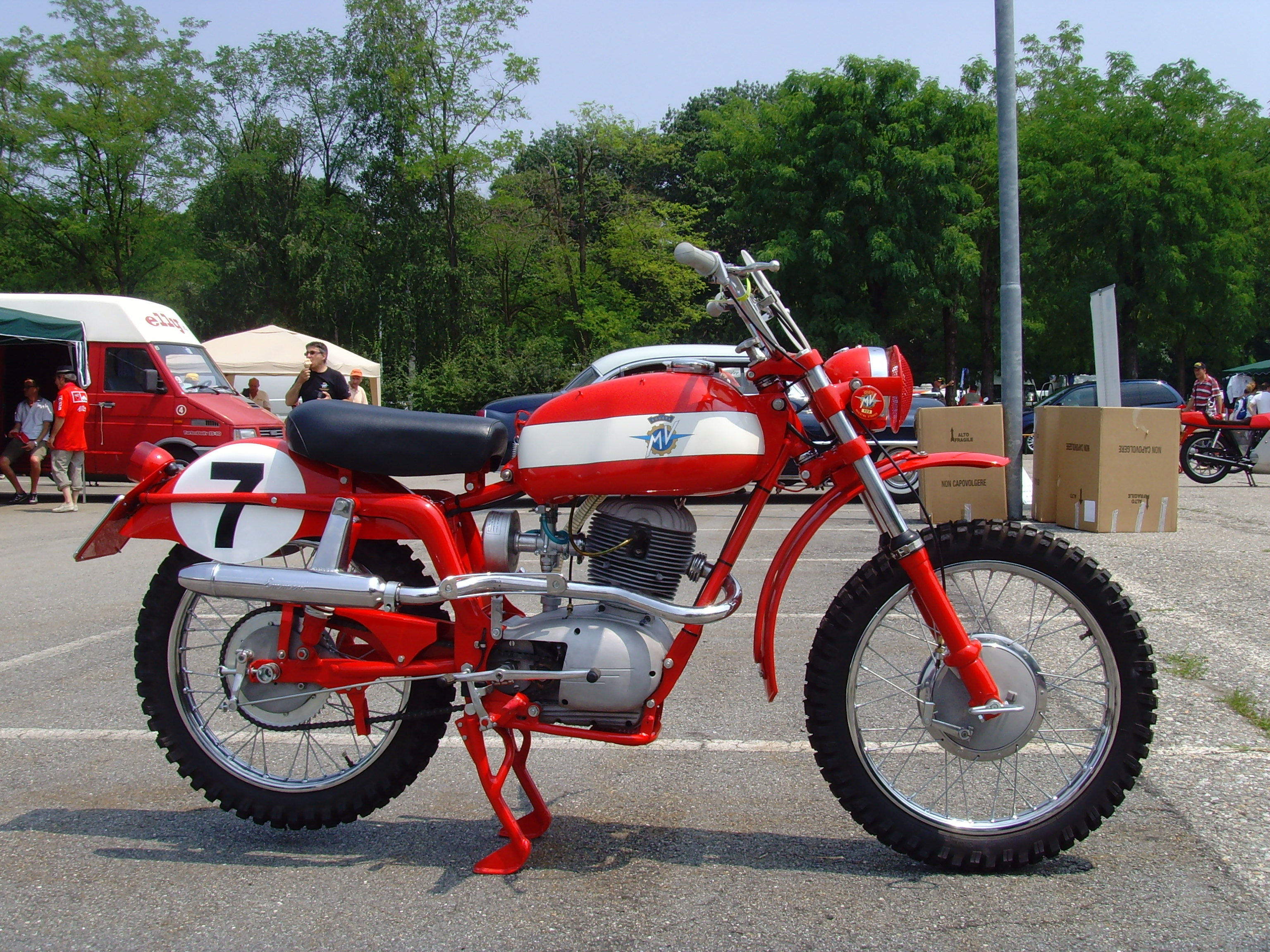
MV Agusta 125 Regolarità de 1965

Durant la dècada del 1960, MV Agusta va obtenir nombroses victòries esportives gràcies a Mike Hailwood, campió amb la marca italiana del 1962 al 1965, i a Giacomo Agostini, qui va guanyar ininterrompudament el mundial amb la MV del 1966 al 1973, pilotant durant la seva llarga carrera els models de tres i quatre cilindres de 350cc i els de 3 cilindres de 500cc.
En aquella època, MV Agusta va decidir tornar al fora d'asfalt i va presentar una nova 125 Regolarità, creada per encàrrec de la Fiamme Oro (l'equip italià als Sis Dies Internacionals). El model duia un motor de 125 cc augmentat de potència fins a 12,5 CV i una caixa de canvis de cinc velocitats. El tradicional bastidor lleuger MV es reforçà amb una subestructura inferior i així quedava tancat. Les rodes de 19" tenien pneumàtics tot terreny.
També es va presentar la MV Agusta 250 B i la Disco. La primera duia un motor bicilíndric paral·lel de 4 temps de 247 cc, un sistema d'encesa de bateria, dos carburadors i una caixa de canvis de cinc velocitats, amb una potència de 19 CV amb què podia arribar als 135 km/h. El preu, però, era excessiu i les funcionalitats no eren gaire destacades, motiu pel qual a finals del 1970 les vendes totals de les tres versions llançades amb prou feines arribaven a les 1.452 unitats i el model es va cancel·lar, donant pas a una altra generació de motocicletes més grans: l'Agusta 350 B amb motor de 349 cc.
Al Saló de l'Automòbil de Milà de 1965 es va presentar el model 600. La 600 quattro cilindri fou la primera maximoto fabricada en sèrie amb un motor de quatre cilindres, derivat del de Gran Premi de 500 cc. La nova moto pesava 221 kg i el motor "600", de 590 cc i quatre cilindres en línia (era el primer model de producció del món amb motor transversal de quatre cilindres), presentava una transmissió final per cardan. Aquest model es va anar renovant contínuament, apujant-ne el límit cada cop més, fins a arribar al 1970, quan es va presentar la 750 Sport i el 1975, la 750 Sport America. Aquesta darrera va assolir el rècord -per a motocicletes de producció- de 220 km/h de velocitat màxima.
La MV 750 S America es va produir a iniciativa de Chris Garville i Jim Cotherman, els importadors nord-americans de MV, en adonar-se que, amb algunes modificacions, la MV 750 S tenia un gran potencial als EUA. A la tardor de 1974 van anar a Itàlia per a discutir aquestes millores, les quals van ser força ben rebudes pels directius de MV. Orientats als resultats, els dos empresaris nord-americans demanaven un millor disseny i rendiment ("estil i velocitat") i preveien que podrien vendre centenars d'unitats d'aquesta nova moto. El resultat fou una esportiva equipada amb dipòsit de 19 litres, un petit parafang de competició, selló monoplaça entapissat amb tela d'Alcantara negra i quatre tubs d'escapament. La cilindrada augmentà fins a 790 cc i ara duia quatre carburadors Dell'Orto d'eix concèntric de 26 mm (més petits que els de la 750 S, tenien l'avantatge de mantenir-se estables en carreteres accidentades). Amb una relació de compressió de 9,5:1, el quatre cilindres lliurava 75 CV i podia impulsar la 750 America a gairebé 210 km/h a 8.500 rpm. El comprador podia triar entre quatre "megàfons" cromats o bé tubs d'escapament d'acabat negre mat que produïen un nivell de soroll més acceptable. L'America estava equipada amb una forquilla Ceriani de 38 mm i un disc doble al davant similar al de l'anterior 750 S.
Malgrat tot, les esperances dels concessionaris americans no es van materialitzar: hi havia pocs clients disposats a pagar 6.500 dòlars per la 750 Sport America (l'Honda CB750 costava aleshores "només" 2.190 dòlars) i només se'n van produir 540 unitats.

#### 1971-1977
El 2 de febrer de 1971 es va morir el comte Domenico Agusta i el seu germà Corrado va assumir la direcció del grup. Amb l'expansió de l'empresa en el negoci dels helicòpters, l'augment evident d'aquest ja als anys 60 i la nova càrrega de treball per al programa d'helicòpters A109, la direcció va decidir de cercar un soci que garantís la necessària contribució directiva. El 1973 es va signar un acord de col·laboració entre Agusta i l'EFIM, però el preu a pagar va ser la retirada d'Agusta del sector de la motocicleta.
Al saló de l'automòbil de Milà de 1973, dos anys després de la mort del comte Domenico, MV Agusta va presentar el prototip de la 350 S Ipotesi, dissenyada per Giugiaro, el qual va estar en producció només dos anys a partir de 1975, durant els quals se'n van produir 1.991 unitats. Una probable causa de les pobres xifres de vendes va ser el canvi de focus empresarial de la companyia. El 1974 es va presentar la MV Agusta 125 Sport. Va ser el darrer desenvolupament de motocicletes d'un i dos cilindres de la marca, així com l'última motocicleta produïda a l'antiga fàbrica.
La participació oficial en competicions internacionals, limitada als 500cc, va continuar fins al 1975 i el 1976 només s'oferí suport tècnic al "Team Marlboro" de Giacomo Agostini. El 29 d'agost d'aquell any, la MV 500 de 4 cilindres va guanyar amb Agostini la seva darrera cursa al Campionat del Món al circuit de Nürburgring.
L'epíleg de la firma de Cascina Costa va arribar el 1977, amb l'estand de MV a la fira de Milà buit. S'hi havia previst presentar la 750 de quatre cilindres i 16 vàlvules, però MV Agusta va tancar les portes abans, després d'haver produït prop de 260.000 vehicles entre ciclomotors, motocicletes, escúters i motocarros al llarg de la seva història.

### 1991–2004: L'època Cagiva
La marca MV Agusta va sobreviure gràcies a la família Castiglioni. Apassionats de les motos, Gianfranco i Claudio Castiglioni -fills del fundador d'una empresa de ferreteria de Varese- van intentar comprar l'equip de curses de MV a finals de 1976, quan la marca va anunciar la retirada de les competicions, però Corrado Agusta no va aprovar l'acord. Llavors els Castiglioni varen comprar una Suzuki RG500, la van pintar amb els colors tradicionals de MV Agusta (vermell i argent) i la van confiar als pilots Gianfranco Bonera i Marco Lucchinelli per a la temporada de 1978. El mateix any van comprar l'antiga planta d'Aermacchi a Varese i li van canviar el nom per Cagiva en honor del seu pare Giovanni i de la seva ciutat natal (CAstiglioni GIovanni VArese). Els dos germans es van centrar més en les curses que en la producció en sèrie i van llançar el nou projecte "Cagiva GP500" liderat per Ezio Mascheroni, antic cap de la divisió de curses d'AMF-Harley-Davidson.

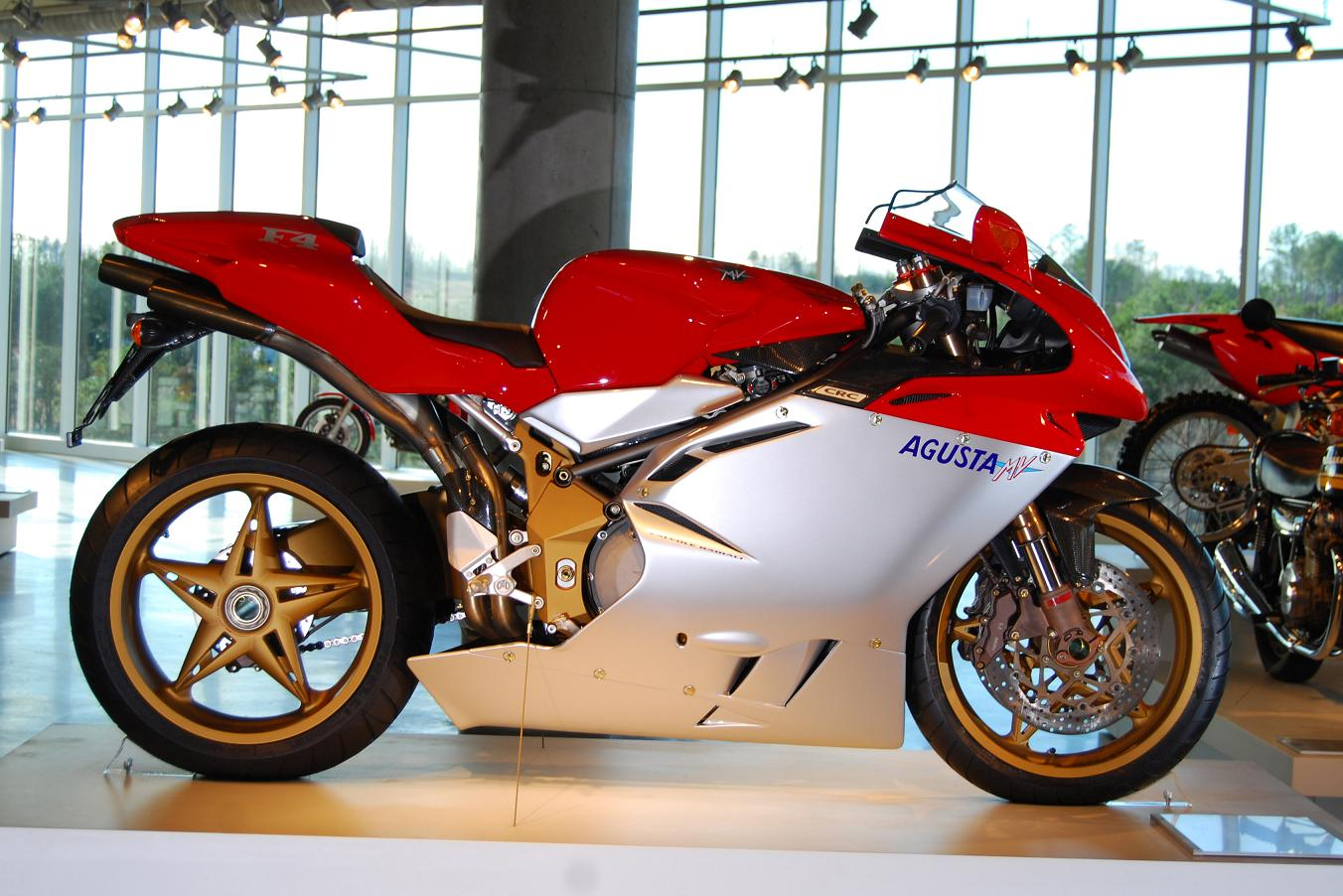
MV Agusta F4 750 Serie Oro (1998)

Cagiva es va convertir aviat en el major fabricant italià de motocicletes, amb una producció anual de 40.000 unitats. A la primavera del 1992, la família Castiglioni aconseguí finalment adquirir MV Agusta, quan la històrica marca havia caigut ja en l'oblit general, i van fundar Mv Agusta motor s.p.a. En aquells moments, la família Castiglioni era propietària de Cagiva, Ducati, Moto Morini i Husqvarna i operava a l'antiga seu de Harley-Davidson (Aermacchi) a Schiranna, a la vora del llac de Varese (l'actual seu de MV).
Provinent de Bimota, Massimo Tamburini dirigia el departament de disseny de Cagiva, CRC ("Cagiva Research Center"), a San Marino. A finals de 1992, Tamburini va acabar el disseny de la Ducati 916 i poc després li diagnosticaren un càncer d'estómac, de manera que no va poder emprendre el següent projecte fins al 1995, i aquest fou el de la F4 de quatre cilindres. El primer prototip es va completar la vigília de la Fira de Milà de 1997 i es va presentar a la premsa el 16 de setembre del mateix any. La presentació es va convertir en una gran sorpresa perquè la moto duia el logotip de MV Agusta.
La gènesi d'una nova motocicleta de quatre cilindres es remunta al setembre de 1989, quan Claudio Castiglioni i Tamburini discutien sobre la creació d'una moto amb aquest tipus de motor de 750 cc d'alt rendiment totalment italiana. Com que el CRC estava molt involucrat en el programa de competició de Cagiva al mundial de 500cc, els recursos per a desenvolupar la F4 eren limitats, de manera que la Ferrari Engineering de Mòdena es va ocupar de desenvolupar el prototip. El motor de quatre cilindres inicialment era similar a la meitat del d'un Ferrari V8. L'elecció de les vàlvules radials també es va inspirar en els Fórmula 1 de Ferrari. El desenvolupament del motor va ser problemàtic i el 1991 el projecte F4 es va transferir a la fàbrica Ducati de Borgo Panigale (Bolonya). Allà hi van participar dos dels enginyers més eminents de Ducati, Massimo Bordi i Fabio Taglioni, per tal d'ajudar a facilitar el desenvolupament.

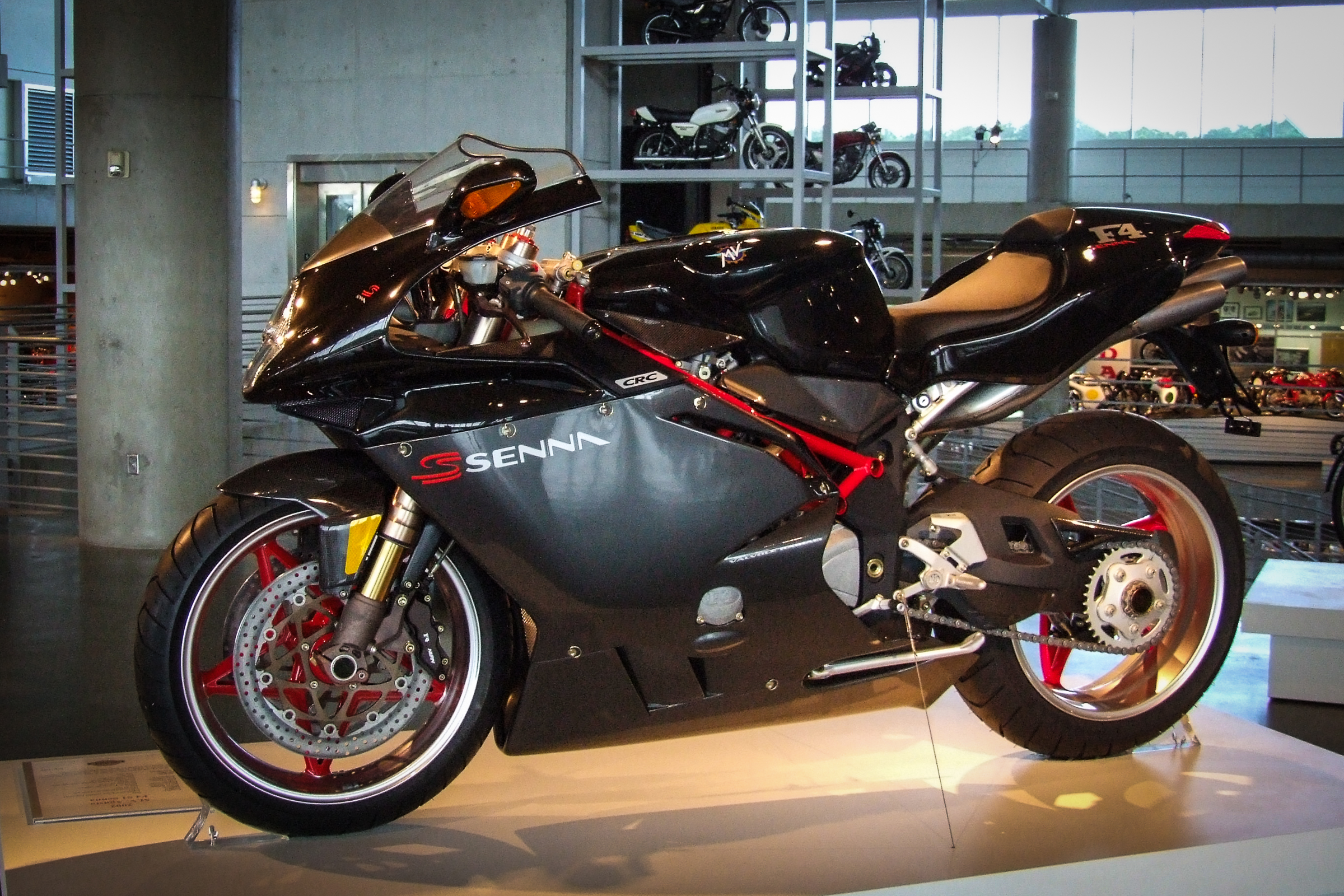
MV Agusta F4 S1 Senna de 2002

El 1994, el grup Cagiva va patir una considerable pressió financera i, a finals d'any, el departament de curses de la marca va tancar. El cap del departament, Riccardo Rosa, va prendre el control del projecte F4, que va tornar a Schiranna. El redisseny del motor li fou encarregat a Andrea Goggi, enginyer de Cagiva des del 1988, mentre que Massimo Tamburini s'encarregà de finalitzar el bastidor i de l'estil final de la moto. En aquells moments es va decidir que la F4 seria MV Agusta i a Tamburini se li va donar un full en blanc amb la llibertat de dissenyar el que volgués, respectant però les peculiaritats de MV Agusta i emprant un motor orientat cap endavant de 4 cilindres dissenyat i construït completament a Itàlia; el motor resultant, un de quatre cilindres en línia de 749,5 cc, tenia vàlvules radials, caixa de canvis extraïble i distribució central (no pas lateral) amb control per cadena. La seva potència era de 126 CV a 12.500 rpm i aconseguia una velocitat màxima de 275 km/h. Però probablement la característica més singular n'era el disseny: la F4 va ser fins i tot exposada al Museu Guggenheim de Nova York durant l'exposició Art of the Motorcycle de 1998, una exposició que incloïa les motocicletes més destacades de tots els temps, quatre de les quals eren MV Agusta.
Per tal de produir la F4, la planta de Schiranna es va centrar només en la producció dels motors, mentre que el muntatge es feia a la nova planta de Cassinetta di Biandronno, a la mateixa província de Varese. El posterior procés d'industrialització es va dividir en dues fases diferenciades: la primera amb la producció d'una edició limitada de 300 exemplars de la F4 Serie Oro amb carrosseria de fibra de carboni, peces de magnesi i un motor amb bases emmotllades en sorra que anticipaven la construcció del futur model S, pensat per a una gamma més àmplia d'usuaris.
Amb només petites millores, la F4 750 va estar en producció fins al 2004, quan va ser substituïda per la F4 1000 (una versió de la qual, la F4 Tamburini, es dedicà al seu cèlebre creador). Paral·lelament, a més de les versions habituals de l'esportiva de 750 cc (S, S 1 + 1, S EVO2 i S EVO3), també se'n van produir algunes edicions especials: la Senna de 140 CV el 2002 (en memòria d'Ayrton Senna, mort el 1994) i les SPR ("Special Production Racing") i SR el 2003. Cada edició especial estava limitada a 300 unitats. La SPR, pintada tota de negre, va aparèixer a la pel·lícula Jo, Robot el 2004. Amb el mateix motor de la F4 es va presentar també una versió Naked de la moto, anomenada Brutale.

### 2004–2016: La segona crisi

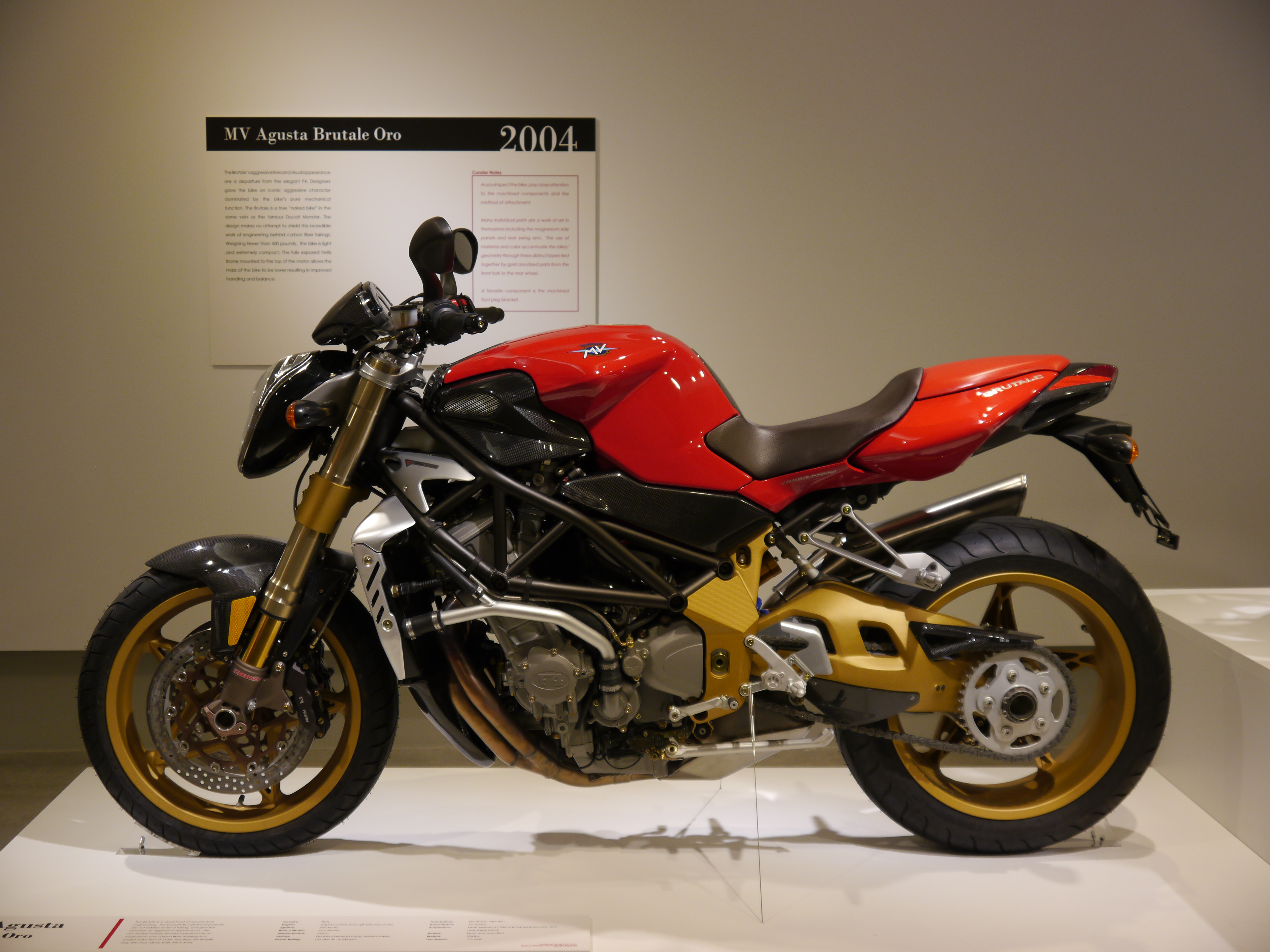
MV Agusta Brutale Oro de 2004

El 2004, malgrat que MV Agusta havia esdevingut la principal marca del grup Cagiva, tenia problemes de liquiditat. Claudio Castiglioni va intentar primer, sense èxit, un acord amb el grup Piaggio i després es va veure obligat a vendre-li al grup malaisi Proton, per 70 milions d'euros, una part majoritària de la seva participació a MV Agusta (65% del capital social). Es creà així un nou grup, ja no anomenat Cagiva sinó MV Agusta Group, que incloïa, a més de MV Agusta, Cagiva i Husqvarna. Un any després, Proton va vendre les seves accions al holding financer italià GEVI SpA per l'import d'un euro.
Mentrestant, Castiglioni havia obtingut del financer nord-americà Oliver Curme (soci general de Battery Ventures, propietària de la marca Norton) la llicència per a la producció a Itàlia d'una nova generació de motocicletes Norton, dissenyades per Tamburini. Tanmateix, GEVI SpA no va aprovar l'acord i va vendre Husqvarna a BMW el juliol del 2007. Decebut per aquestes decisions, Claudio Castiglioni va trobar una nova oportunitat per a MV Agusta: l'onze de juliol del 2008, Harley-Davidson va anunciar que havia signat un acord definitiu per a l'adquisició del grup MV Agusta (inclosa la marca Cagiva) per 70 milions d'euros i el 8 d'agost completà l'adquisició. Claudio Castiglioni va continuar sent-ne president. Harley-Davidson va invertir 40 milions d'euros i va llançar un nou model de tres cilindres dissenyat per Ezio Mascheroni, la F3.
Malgrat tot, l'octubre de 2009 Harley-Davidson va decidir de vendre MV Agusta. El 6 d'agost de 2010, la nova empresa MV Agusta, financerament sòlida i seriosament renovada, va ser adquirida per la família Castiglioni per l'import simbòlic d'un euro. El primer pas aleshores fou ampliar la gamma Brutale presentant la 990 R (998 cc i 139 CV) i la 1090 R (1.078 cc i 142 CV). Amb aquests models, les vendes augmenten un 50%, fins a 3.650 unitats.
El 17 d'agost de 2011, després d'una llarga malaltia, Claudio Castiglioni es va morir a 64 anys. El seu fill Giovanni es va convertir en el president de l'empresa i Massimo Bordi, tornat a la indústria de la motocicleta, en vicepresident. La producció de la F3 675 i de la Brutale 675 va començar a Varese el 2012. Un any després es van presentar la F3 800 de 798 cc i la Rivale 800 (una "hypermotard"). Posteriorment, la gamma de models de tres cilindres es va ampliar amb la Brutale 800 i la Brutale 800 Dragster, a més de la Turismo Veloce 800 i la Stradale 800 de base Rivale.
En els anys següents, MV Agusta presentà un important creixement de vendes: 3.687 unitats el 2011 (+1% respecte a l'any anterior), 6.557 el 2012 (+70%), 7.488 el 2013 (+14%), 9.200 el 2014 (+23%). Tot i així, la companyia no va poder fer front a una situació de creixement tan explosiva en els processos i les finances i, finalment, MV Agusta va tornar a augmentar el seu deute. A més, MV també tenia problemes amb la xarxa de distribuïdors i el lliurament de peces. El 2014, Mercedes-AMG comprà el 25% de MV per 30 milions d'euros, però a començaments del 2016, Mercedes-AMG estava disposada a vendre actius no essencials amb deutes superiors als 40 milions d'euros i baixà la seva quota per sota del 20%, cosa que va permetre al banc d'exigir l'amortització del deute. A causa de l'augment del deute, els proveïdors van començar a rebutjar enviaments massius de components i Agusta es va veure obligada a buscar la protecció d'un jutge per a evitar la fallida.
Un altre problema inesperat per a MV fou la crescuda del llac de Varese el 18 de novembre de 2014, com a conseqüència de la qual la planta de producció de l'empresa, situada a la riba del llac, va patir una greu inundació que, tanmateix, no va comprometre les capacitats de la companyia. Al desembre, MV va obtenir de la Banca Popolare di Milano una ampliació de capital de 15 milions d'euros per a poder ampliar la seva oferta als mercats exteriors, particularment als Estats Units, Brasil i el sud-est asiàtic.
El març de 2016, el tribunal de Varese va aprovar l'acta de protecció "Concordato di continuità" que obligava MV a reduir la producció de 9.000 motocicletes anuals a 6.000-7.000, reduir els costos de recerca i desenvolupament de 15 milions d'euros a 7 milions i, finalment, reduir la despeses de la divisió de curses "Reparto Corse" de 4 milions d'euros a 600.000. A més, MV va haver d'acomiadar un mínim de 200 empleats. Encara més preocupants van ser els informes que MV no lliurava cap recanvi i que la fàbrica podria haver cessat la producció. Nogensmenys, el pla final de reestructuració del deute només va ser aprovat pel tribunal el desembre del 2017, quan va arribar un nou inversor.

### Actualitat

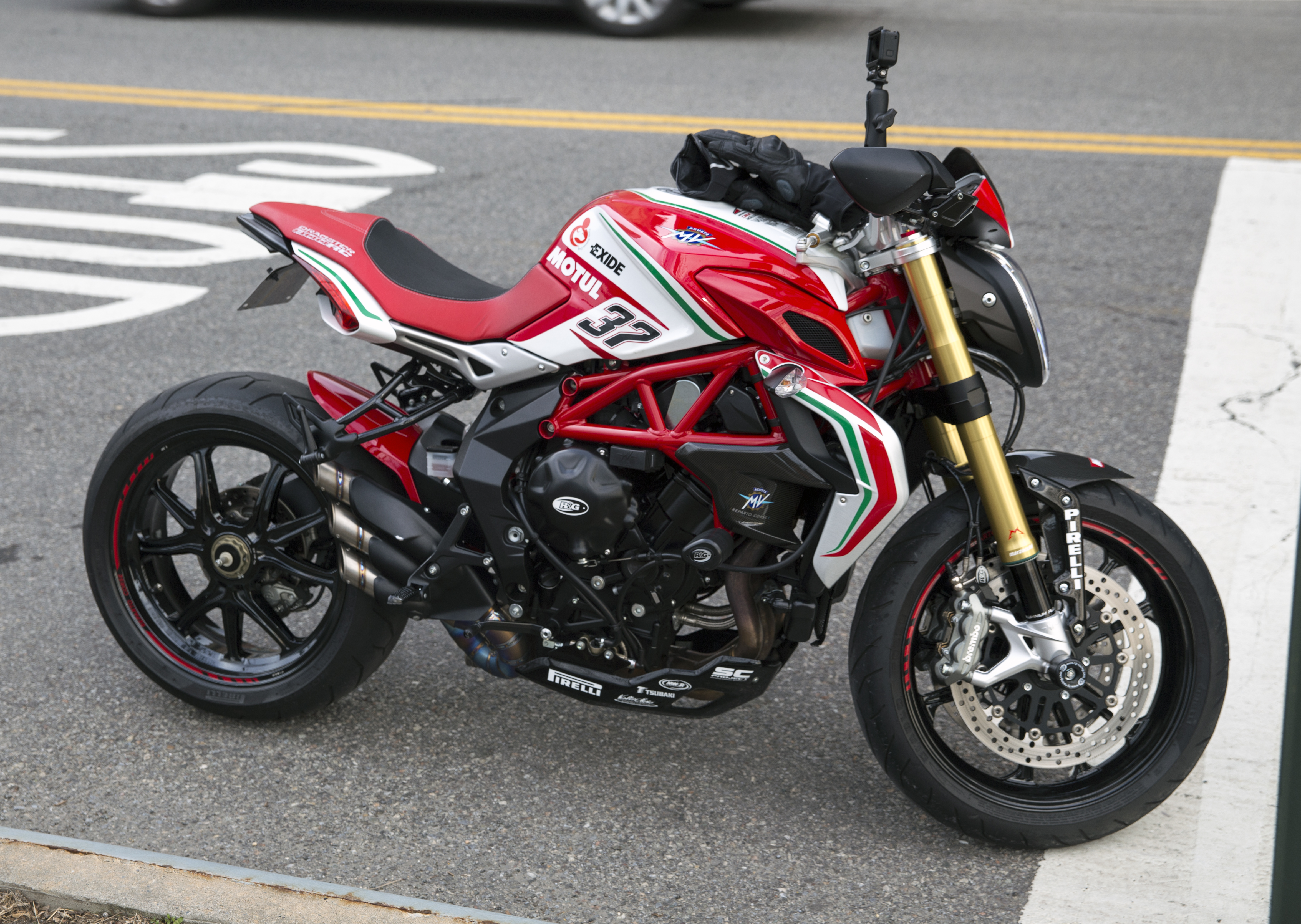
MV Agusta Brutale Dragster 800 RC de 2017

El juliol del 2017, Mercedes AMG sortí d'escena i la família russa Sardarov entrà com a accionista minoritari important. El 18 de desembre del 2017 arribà l'anunci que el nou MV Holding, controlat per Giovanni Castiglioni i la família Sardarov, havia recuperat el 25% de MV Agusta del grup automotriu alemany Mercedes AMG; al mateix temps, la companyia declara haver tornat a obtenir beneficis el 2017.
El novembre de 2018, la companyia va fer una ampliació de capital de 40 milions destinada a desenvolupar plans industrials, llançar la motocicleta de 4 cilindres i reorganitzar la xarxa de vendes tot reduint el nombre de concessionaris i desenvolupant botigues de marca única. L'ampliació de capital es dugué a terme per part de GC Holding, la companyia de Giovanni Castiglioni, i per ComSar Invest SA, el fons d'inversió luxemburguès del grup anglo-rus Black Ocean de Timur Sardarov, un dels principals productors de petroli de l'Europa de l'Est. El consell d'administració designà llavors Sardarov com a nou CEO de la companyia.
El juliol del 2019, Timur Sardarov, conseller delegat de MV Agusta Motor, va signar un acord amb la companyia xinesa Loncin Motor Company per a la producció conjunta de motocicletes de 350 i 500 cc. La feina de desenvolupament i producció seria realitzada per MV, fent servir els actuals models de 675 i 800 cc com a base per al motor. Les motos havien de ser comercialitzades tant per MV com per la marca de Loncin VOGE. Al saló de l'automòbil de Milà d'aquell any, MV presentà diversos models nous, entre ells la Brutale 1000 RR; la versió definitiva de la Brutale 1000 Serie Oro (edició limitada), que es va definir com a la Naked més potent del mercat (208 CV) i duia un motor amb aletes aerodinàmiques i quatre tubs d'escapament de titani; la Superveloce 800, també disponible amb la configuració Gold Series en una sèrie limitada de 300 exemplars, amb 3 cilindres i capaç de lliurar 148 CV, i les Brutale, Dragster i Turismo Veloce, disponibles en la versió "bàsica" (Rosso) o amb embragatge assistit (SCS).
L'octubre de 2019, MV va presentar un nou pla de negoci quinquennal que prometia un creixement anual de la producció de fins a 25.000 unitats en 5 anys. Massimo Bordi en va ser nomenat subdirector general i Paolo Bettin, director financer. L'expresident de l'empresa Giovanni Castiglioni va mantenir el paper de consultor.
El juliol del 2021 es presentaren les primeres bicicletes elèctriques MV: les AMO, en versions RR i RC.

## Producció

### Models clàssics (1946–1980)
| - 98 cc, 1946–1949 - 125 twin, 1947 - 125 3-speed, 1948–1949 - 125 TEL, 1949–1954 - 125 CSL (escúter), 1949–1951 - 250, 1947–1951 - 125 Motore Lungo, 1950–1953 - 125 CGT (escúter), 1950–1952 - 500 Turismo, 1950 - Ovunque (escúter), 1951–1954 - 150, 1952–1953 - 175 CS, 1953–1959 - Pullman, 1953–1956 - 125 Turismo Rapido, 1954–1958 | - 48 (ciclomotor), 1955–1959 - Super Pullman, 1955–1958 - 300 twin, 1955 - 300 Raid, 1956–1962 - Ottantatre 83 cc, 1958–1960 - 175 AB, 1958–1959 - 125 TREL. Centomila, 1959–1963 - 150 4T, 1959–1970 - Chicco (escúter), 1960–1964 - 235 Tevere, 1959–1960 - Checca (83, 99 i 125 cc), 1960–1969 - Liberty 50 cc, 1962–1969 - Germano 50 cc, 1964–1968 - Arno 166 GT, 1964–1965 | - 125 GT-GTL, 1964–1973 - 125 Regolarità, 1965–1970 - 250B, 1968–1971 - 600 tourer - 750 GT - 750SS - 750 Sport (fre de tambor), 1972–1974 - 750 Sport (fre de disc), 1974 - 750 Sport America, 1975–1978 - 850SS - Sport, 1970–1974 - 350 Ipotesi, 1975–1977 - 125 Sport, 1975–1980 |

Models MV Agusta dels 50 i 60
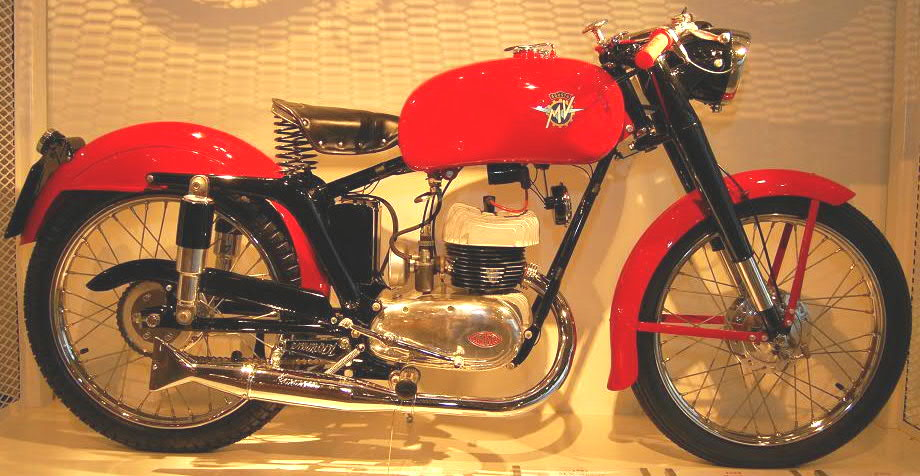
150 Turismo (1952)
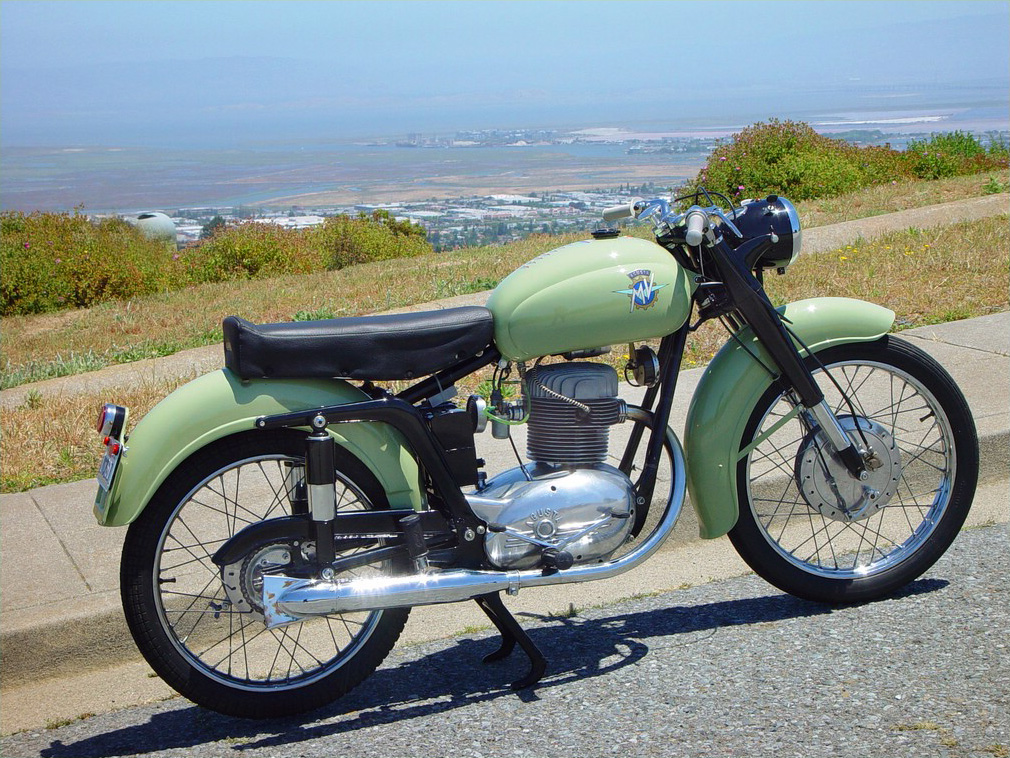
175 CSTL (1954)
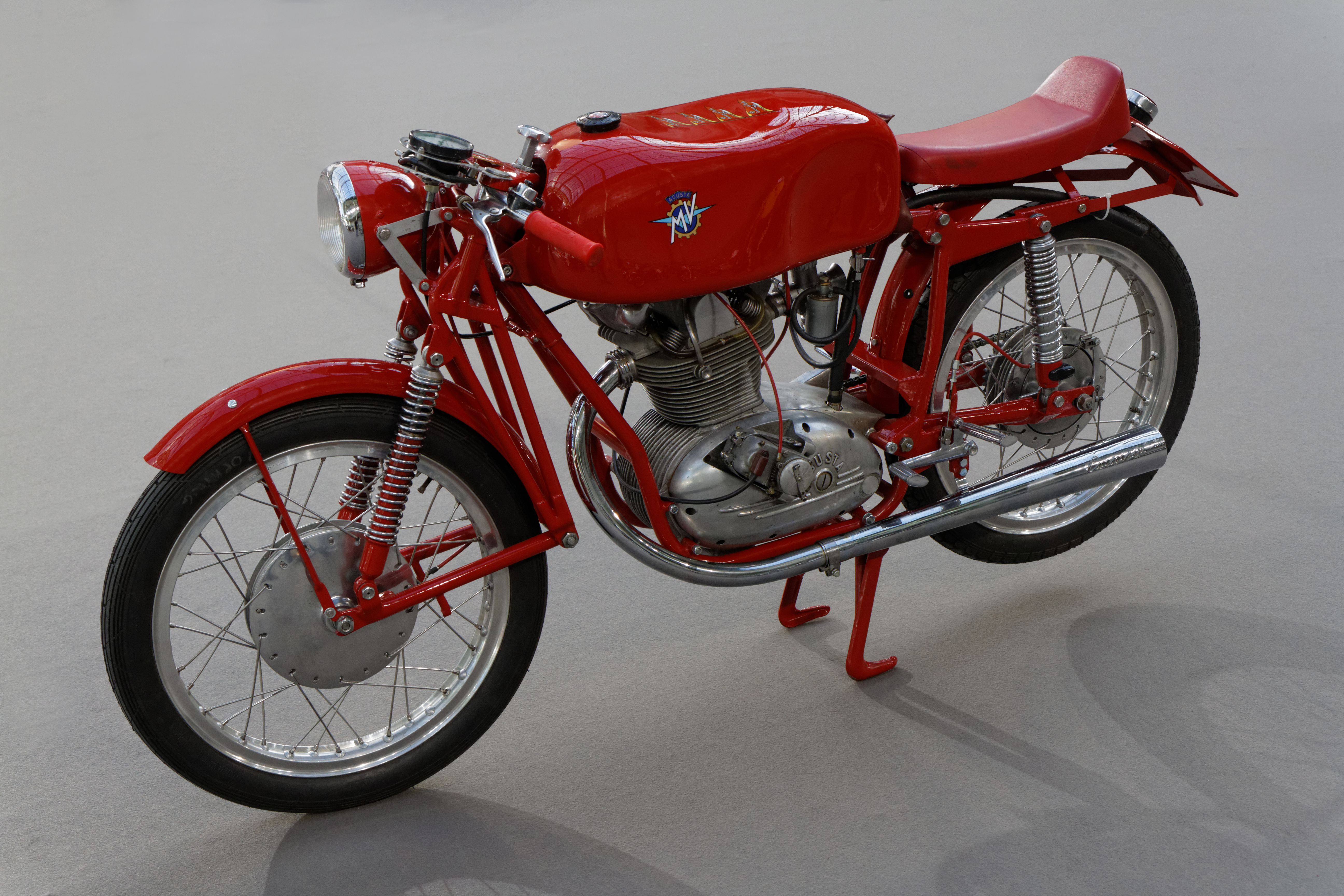
175 CSS Squalo Bialbero (1954)
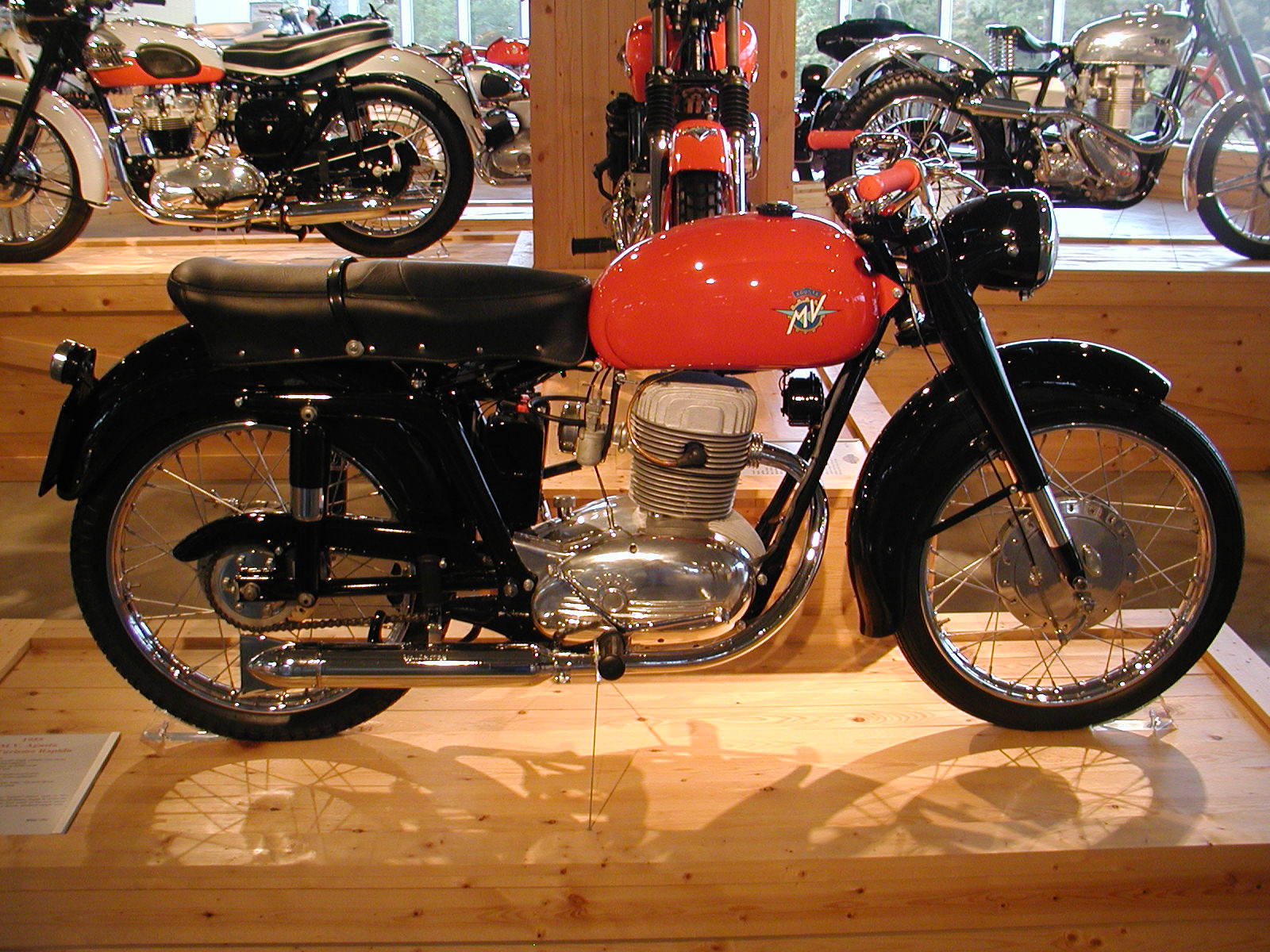
125 Turismo Rapido (1955)
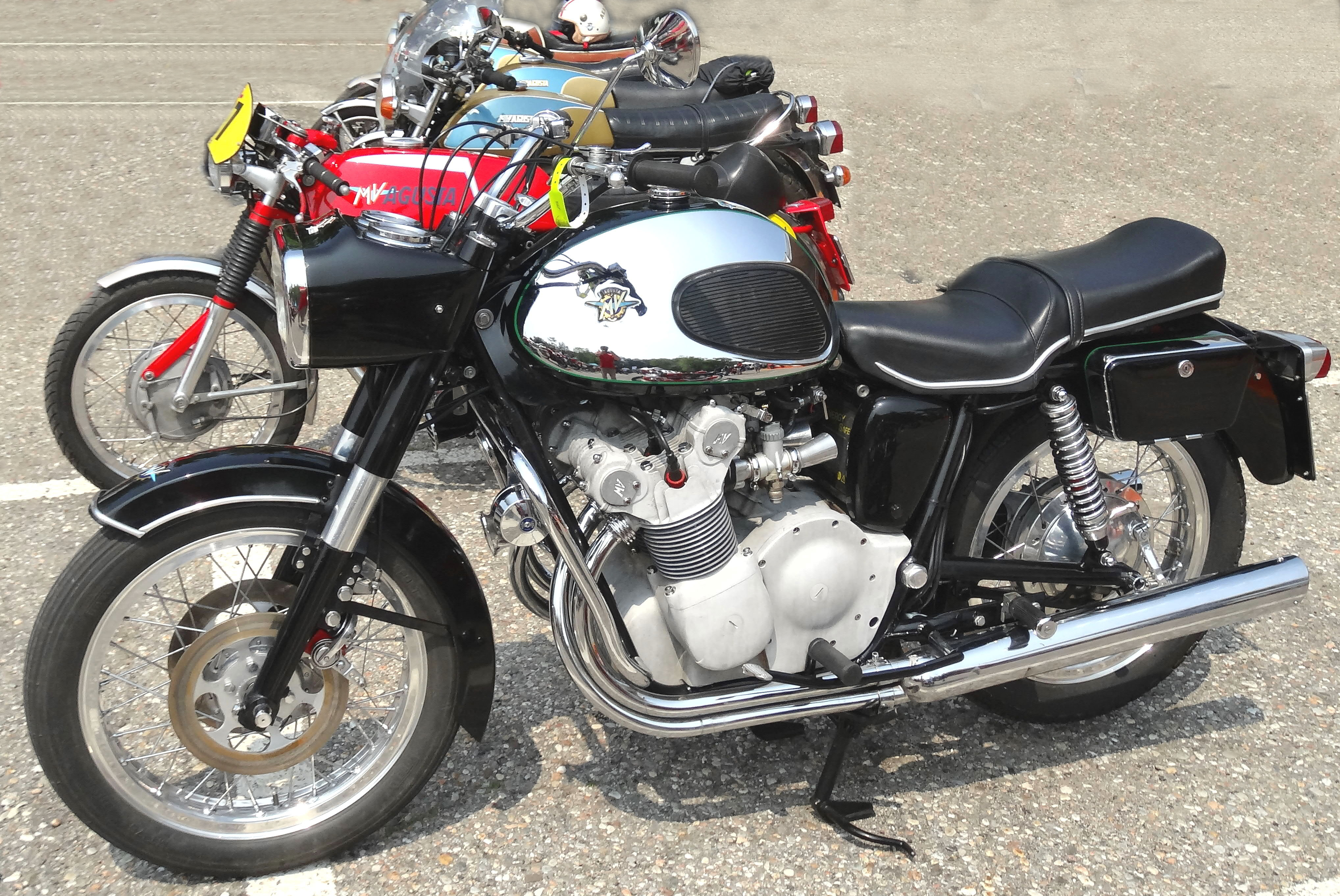
600 amb frens de disc (1967)

Models MV Agusta dels 70
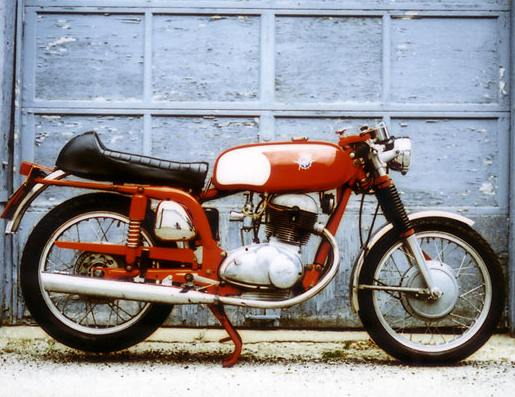
350B Sport (1970)
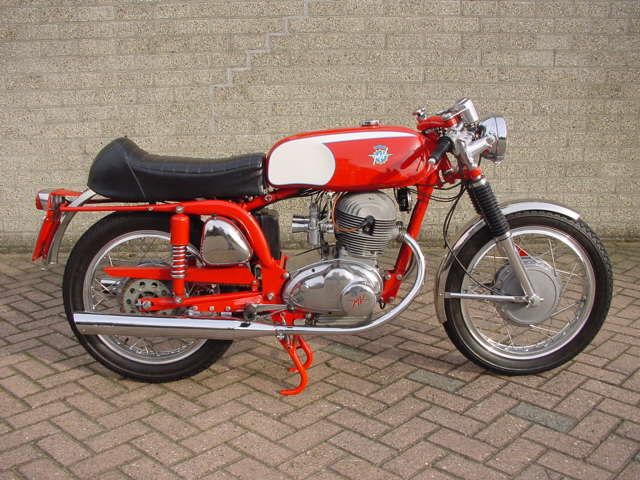
350 2C Supersport (1971)
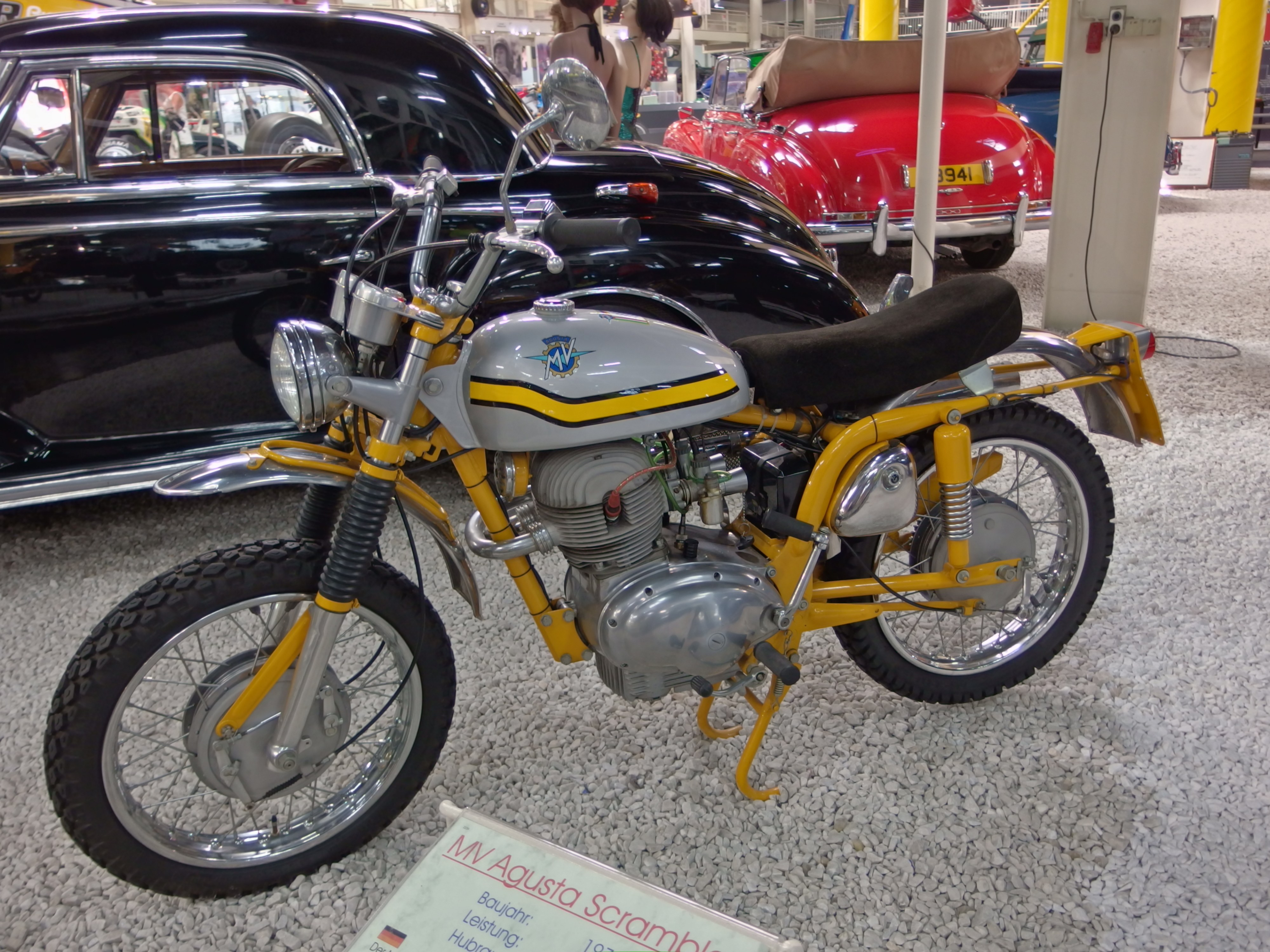
350 Scrambler (1973)
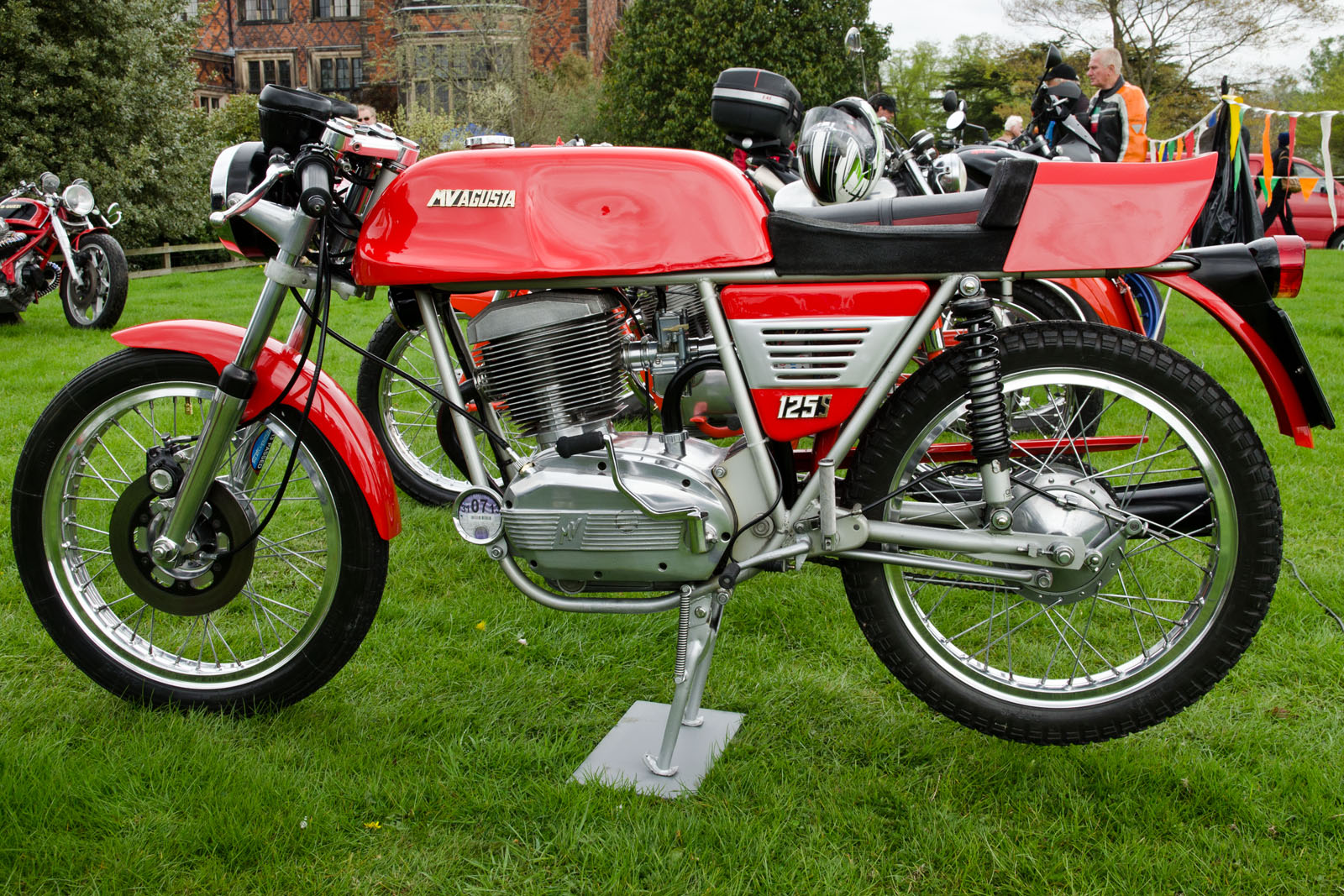
125 Sport SE (1975)
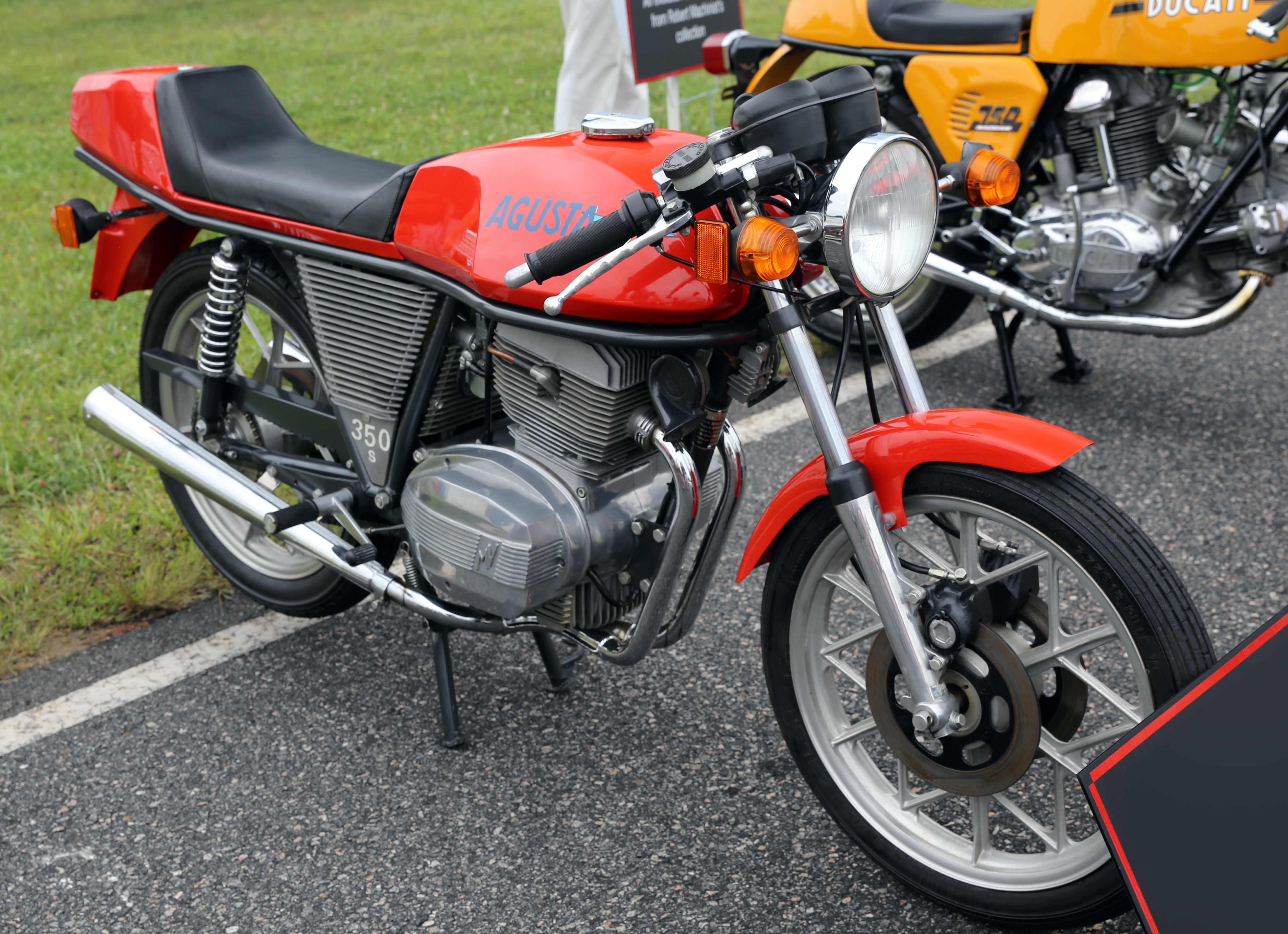
350 S (1975)

### Vehicles especials
El 1947 va aparèixer el primer motocarro de repartiment MV Agusta, el qual duia el mateix motor monocilíndric de 2 temps de 98 cc que el de la MV 98. Era un vehicle d'aspecte estrany, amb un panell de fusta de càrrega frontal i volant. Des del 1948 es van vendre diversos vehicles comercials d'aquesta mena, amb motor monocilíndric de 2 temps de 125 cc i caixa de canvis de tres velocitats. El 1954 es va presentar el 175 Motocarro, amb manillar en comptes del volant de la versió de 1947, motor de 4 temps de 172,3 cc amb arbre de lleves únic, una capacitat de càrrega de 350 kg i rodes de 17" de diàmetre.

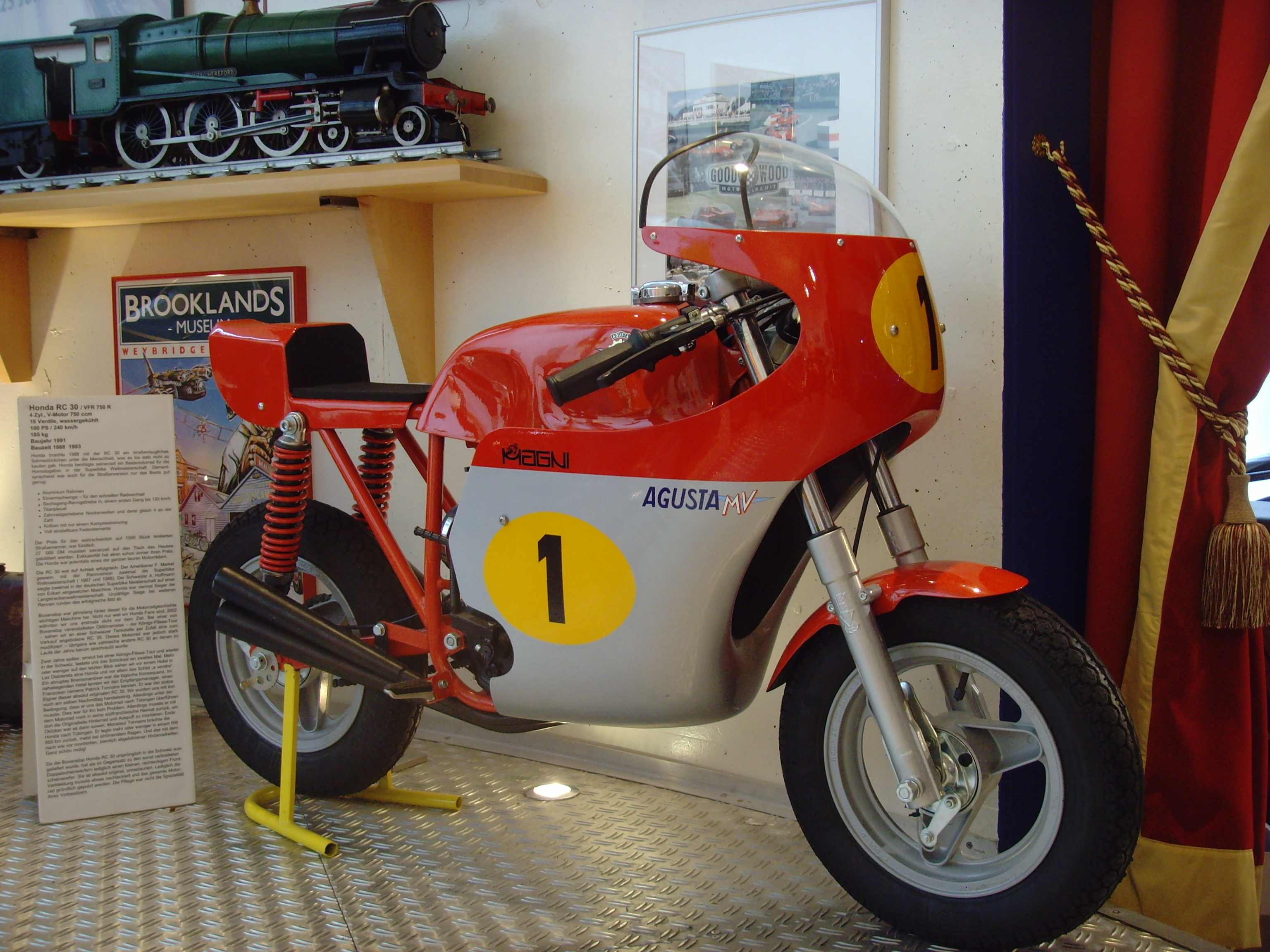
MV Agusta Mini Moto 4V (1975)

El 1958 es va llançar el 150 Centauro RF. Va ser el tercer vehicle "de transport" de MV Agusta i el primer amb cabina. Tenia un motor de 4 temps de 150 cc amb caixa de canvis de quatre velocitats i marxa enrere que lliurava 7 CV i assolia una velocitat màxima de 60 km/h. El 1961, el 150 Centauro RF es va substituir pel 150 Centauro RBF. Hi havia també el "germà gran" del Centauro, el Trasporto Tevere (TT), amb la capacitat de càrrega augmentada de 350 a 520 kg. El motor era de 4 temps i 235 cc amb refredament forçat i lliurava 10 CV. Altres versions en van ser el "MV TTB" (1961) i el "MV TTC" (1965).
El 1953 es va presentar el microcotxe de dues places Vetturetta 350, dissenyat per Pierro Remor. Mai no es va comercialitzar i ara forma part del Museu MV Agusta. El 1956 es va presentar la camioneta 1100/D2, propulsada per un motor dièsel bicilíndric de 1.079 cc amb caixa de canvis de quatre velocitats. Lliurava 27 CV i era capaç de carregar una tona. També es va oferir com a furgoneta de càrrega posterior. Posteriorment fou substituïda pel model 1101/D2L, amb una capacitat de càrrega de 1.200 kg.
El 1975, MV Agusta va llançar la Mini Moto 4V, una minimoto infantil amb motor de 50 cc que lliurava només 1,5 CV i que s'assemblava a les motos de curses de la marca (incloent-hi quatre tubs d'escapament i un carenat "Grand Prix").
MV Agusta va construir també un hovercraft monoplaça amb motor bicilíndric de 2 temps de 300 cc (1959), un tractor compacte anomenat 185 Trattore (1962) i un vehicle de transport fora d'asfalt articulat, creat a petició del Ministeri de Defensa italià (1969).

### Models de competició (1946–1976)
| - 98/125 2 temps, 1946–1949 - 125 Bialbero (DOHC), 1950–1960 - 125 Monoalbero (SOHC), 1953–1956 - 125 disc valve, 1965 - 175 CSS-5V, 1954-1960 - 175 Bialbero, 1952–1958 - 203 Bialbero, 1955 - 220 Bialbero, 1955 - 250 Monocilindrica Bialbero, 1956–1959 - 250 Bicilindrica, 1959–1961 | - 350 four, 1954–1964 - 350 twin, 1957 - 350 six, 1957 - 350 three, 1965–1973 - 350 six, 1968 - 350 four, 1972–1976 - 500 four, 1950-1966 - 500 three, 1966–1973 - 500 four, 1973–1976 - 500 six, 1957–1958 |

Motos de competició MV Agusta
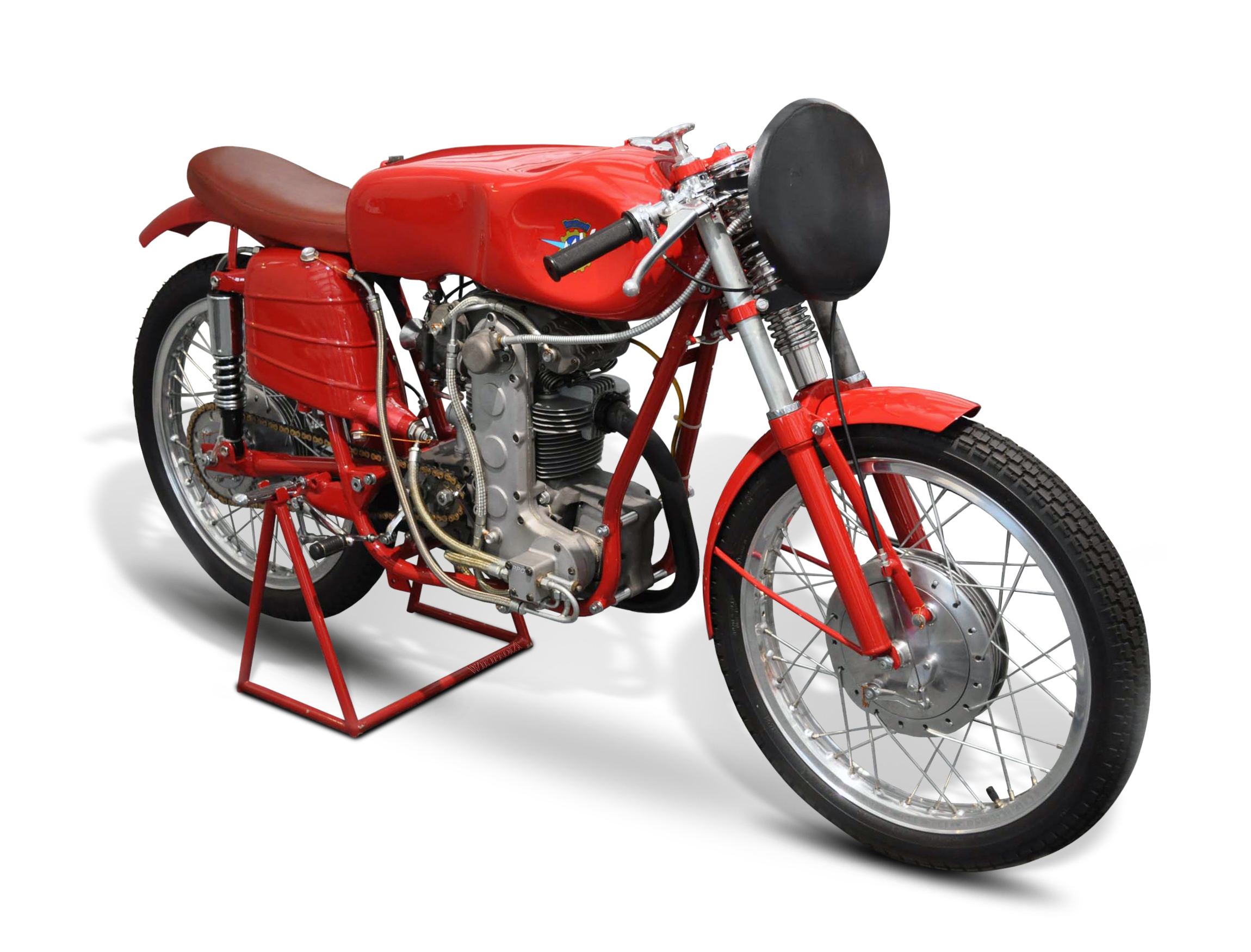
MV Agusta 125 Bialbero de 1953
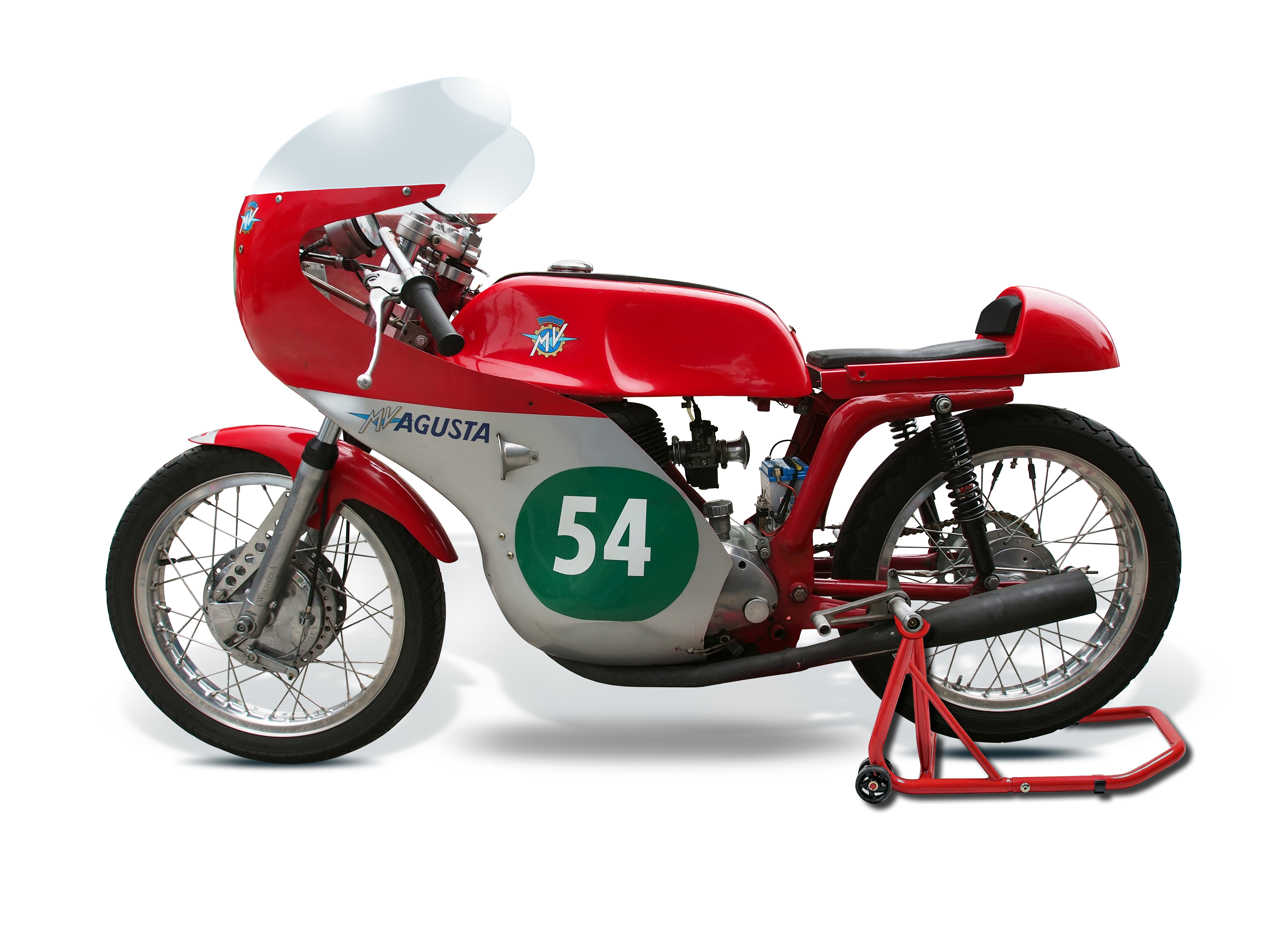
MV Agusta 250 dels 60
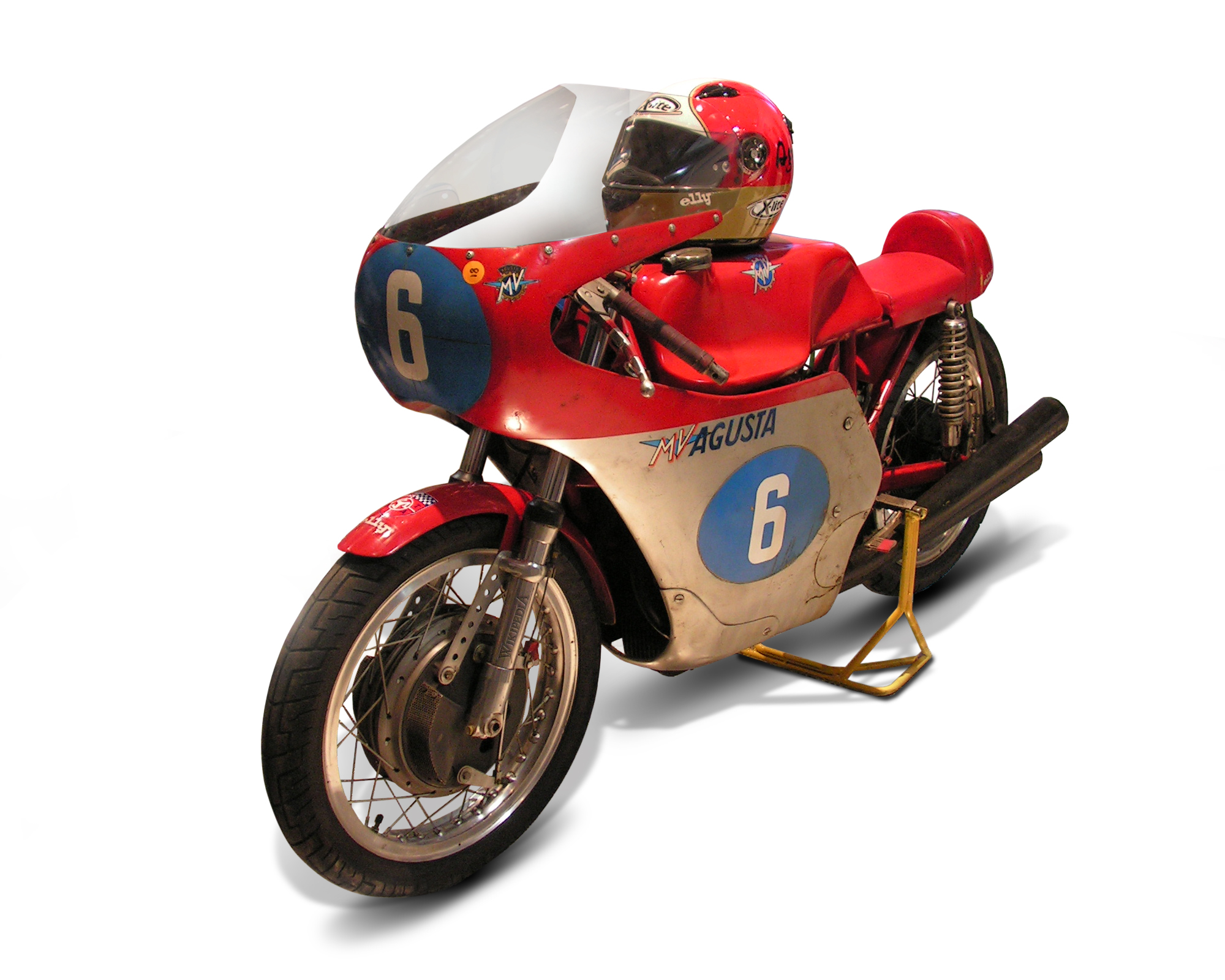
MV Agusta 350 Three de 1970
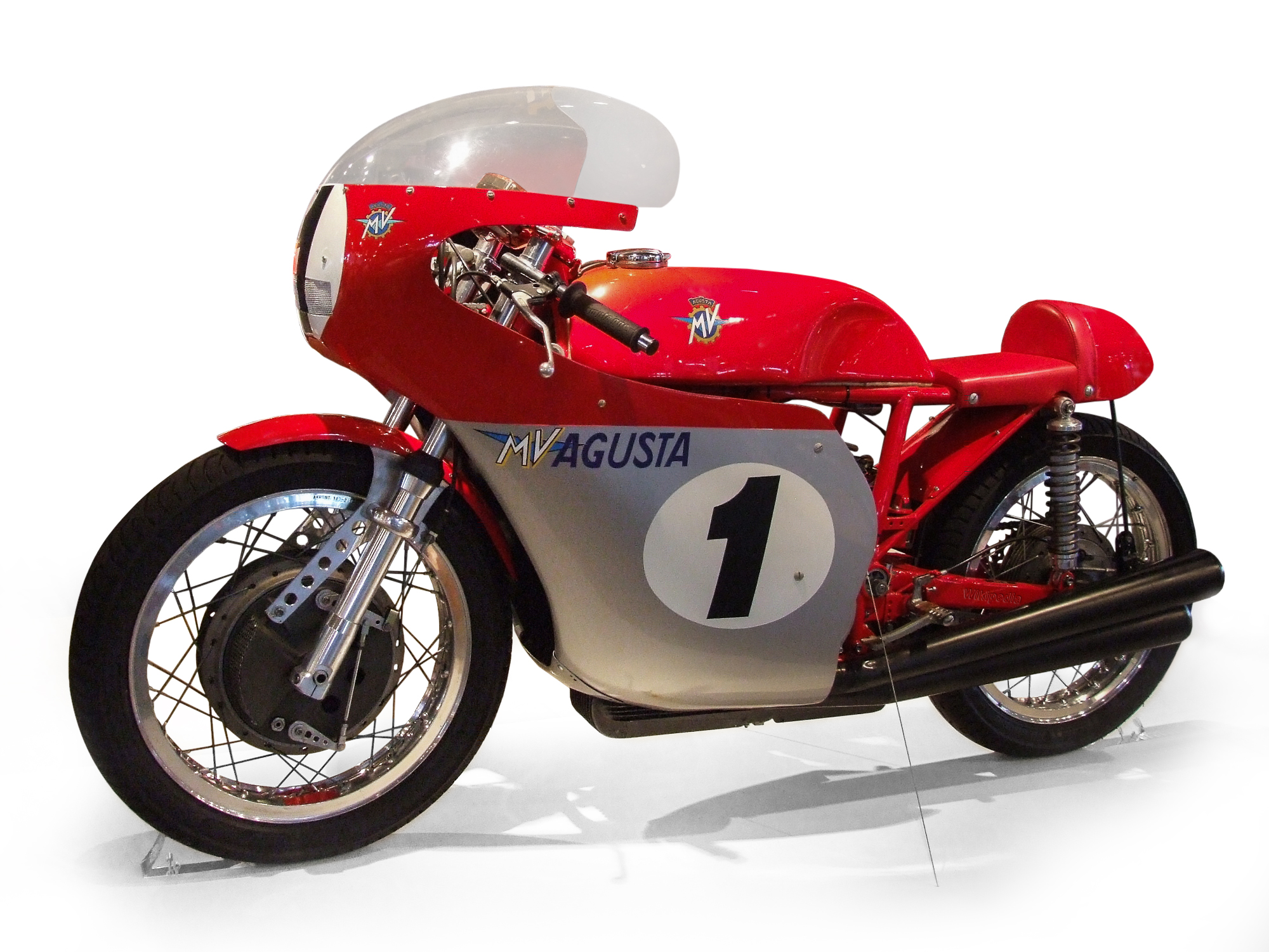
MV Agusta 500 Three de 1967
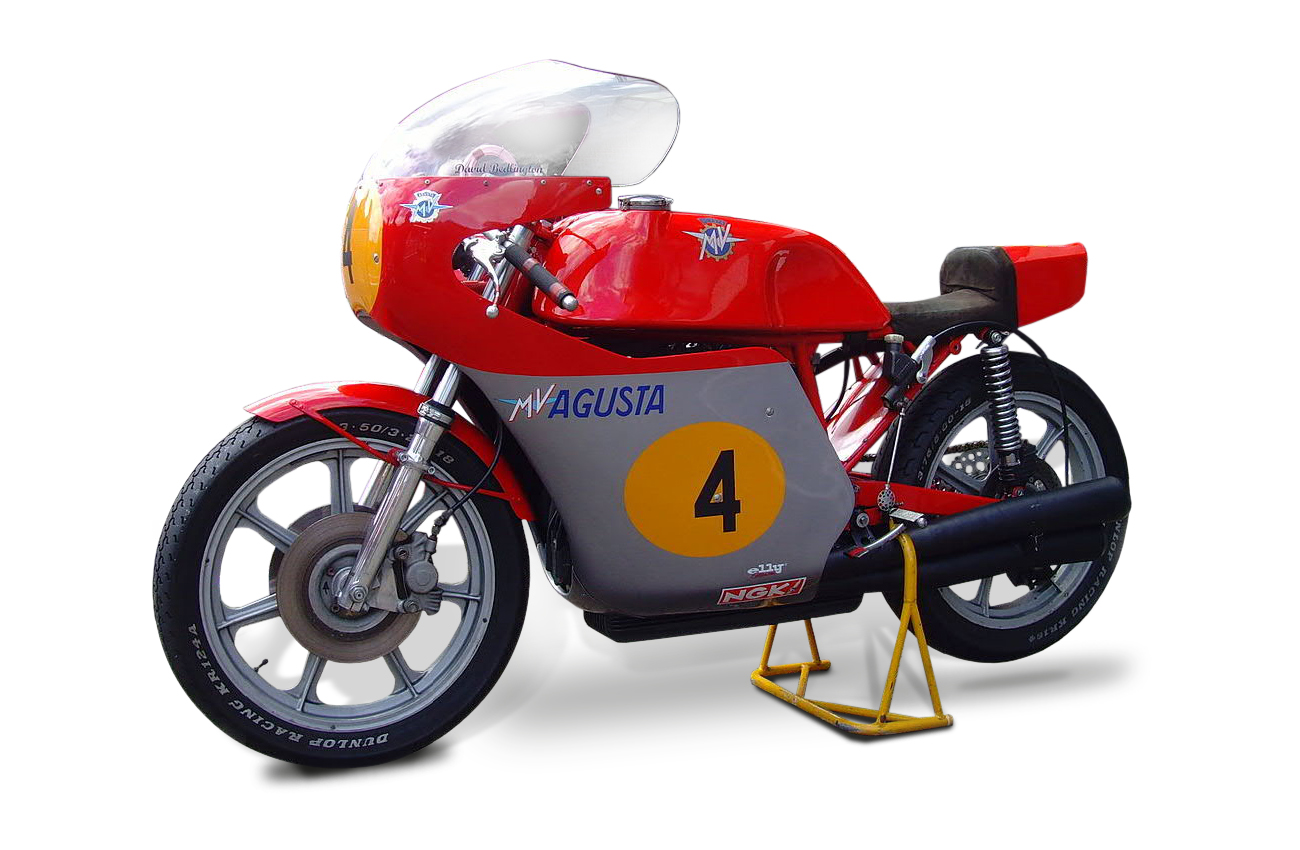
La MV Agusta 500 de Phil Read de 1974

### La gamma 2021
- F3 (800 Rosso, 800 RC)
- Brutale (1000 Serie Oro, 1000 RR, 800 RR SCS, 800 RR, 800 Rosso)
- Superveloce (800 Serie Oro, 800, S, Alpine, 75 Anniversario)
- Turismo Veloce (800 Lusso, 800 Lusso SCS, RC SCS, 800 Rosso)
- Dragster (800 RR SCS, 800 RR, 800 RC, 800 Rosso)
- Rush (1000)

Gamma MV Agusta 2021
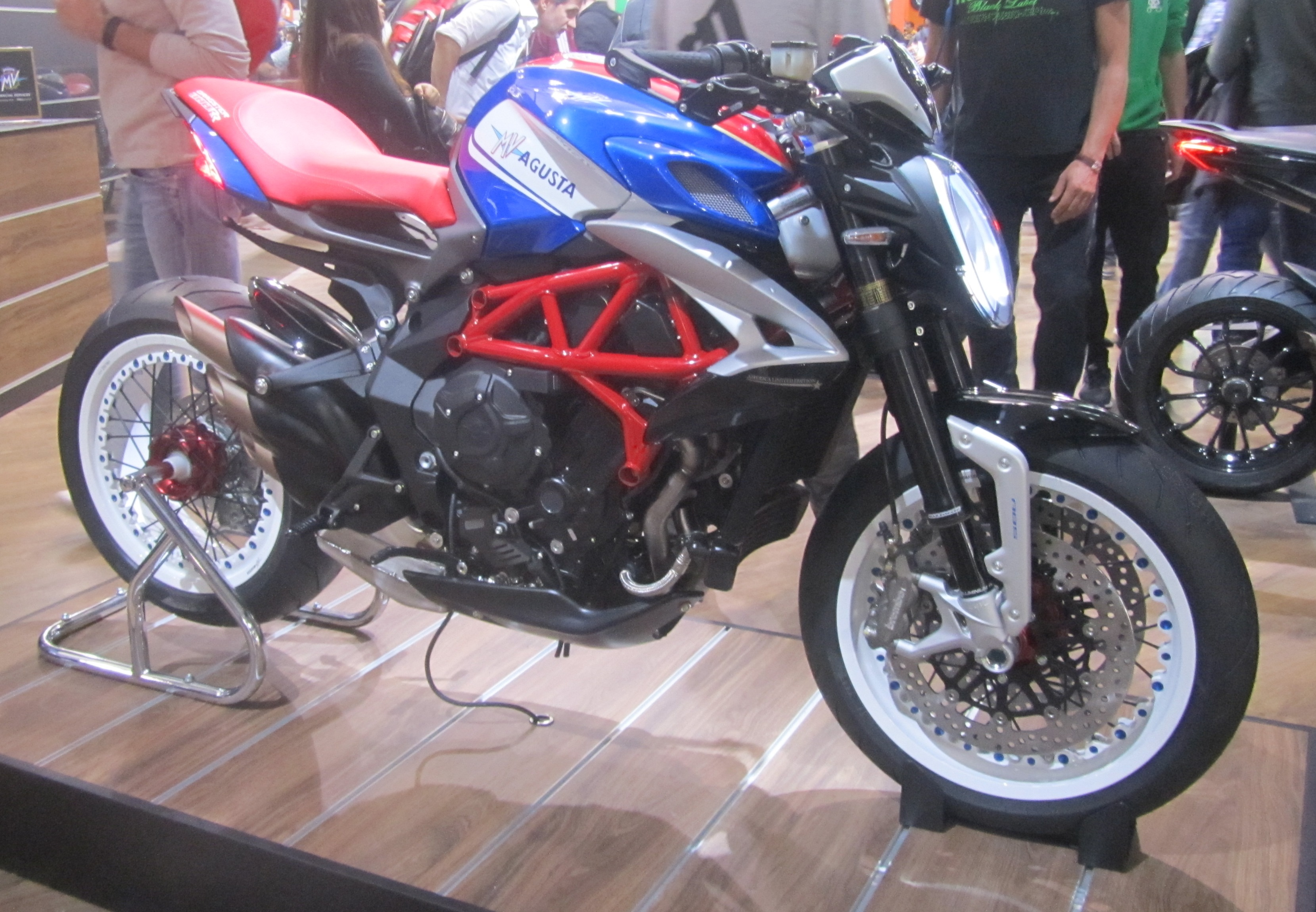
Dragster RR (2018)
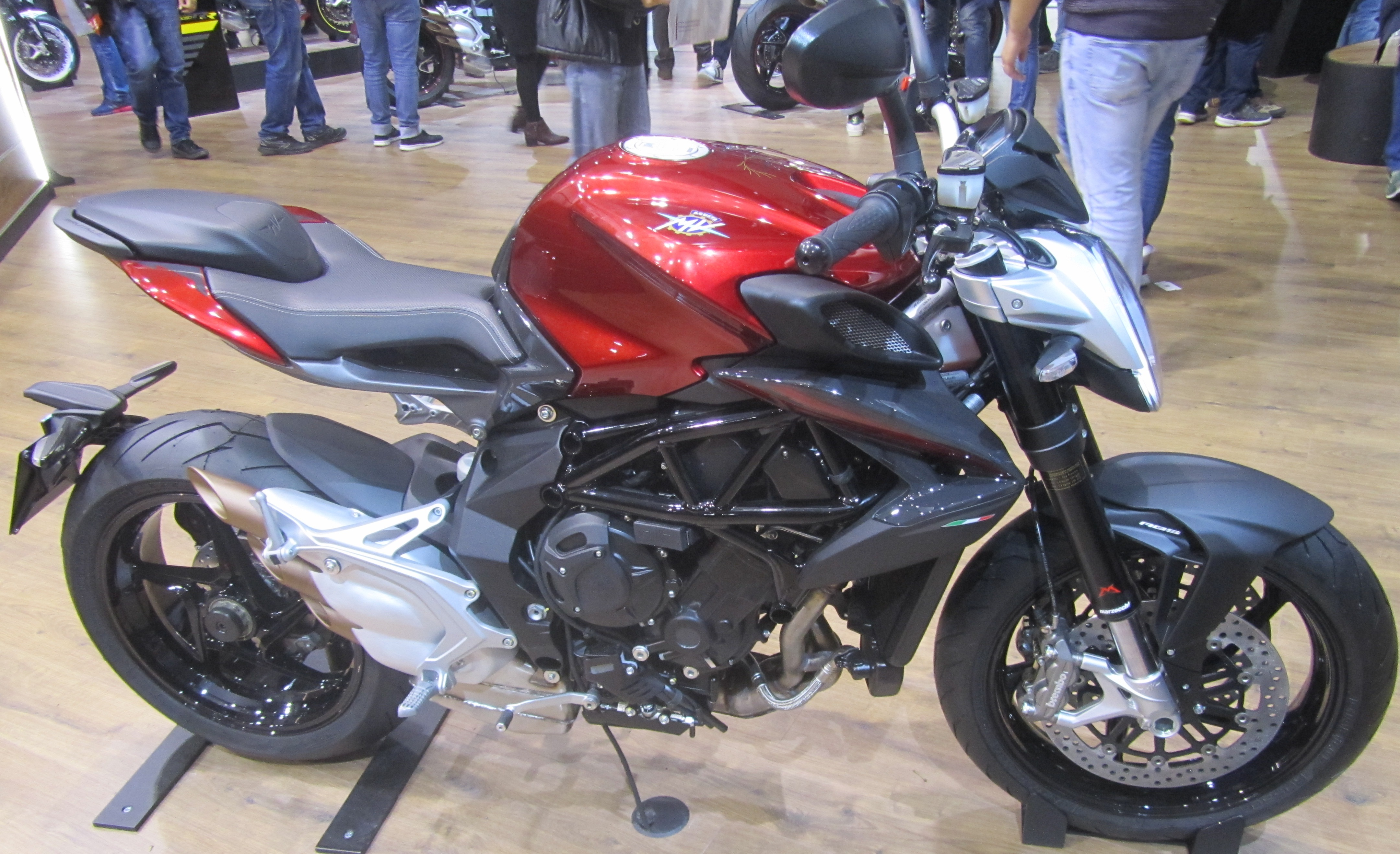
Brutale 800 (2019)
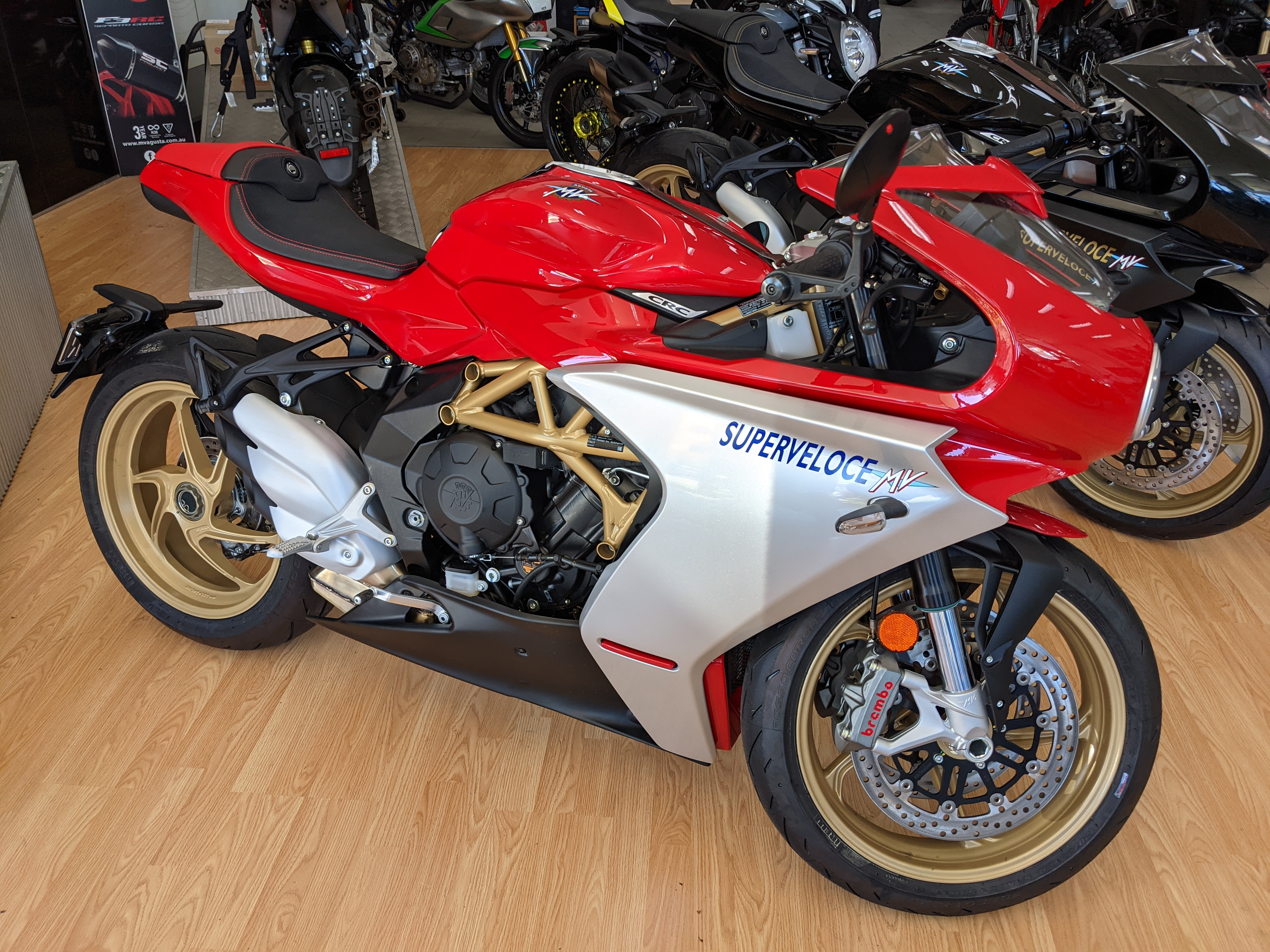
Superveloce 800 (2020)

## Competició

### Victòries (1948–1976)

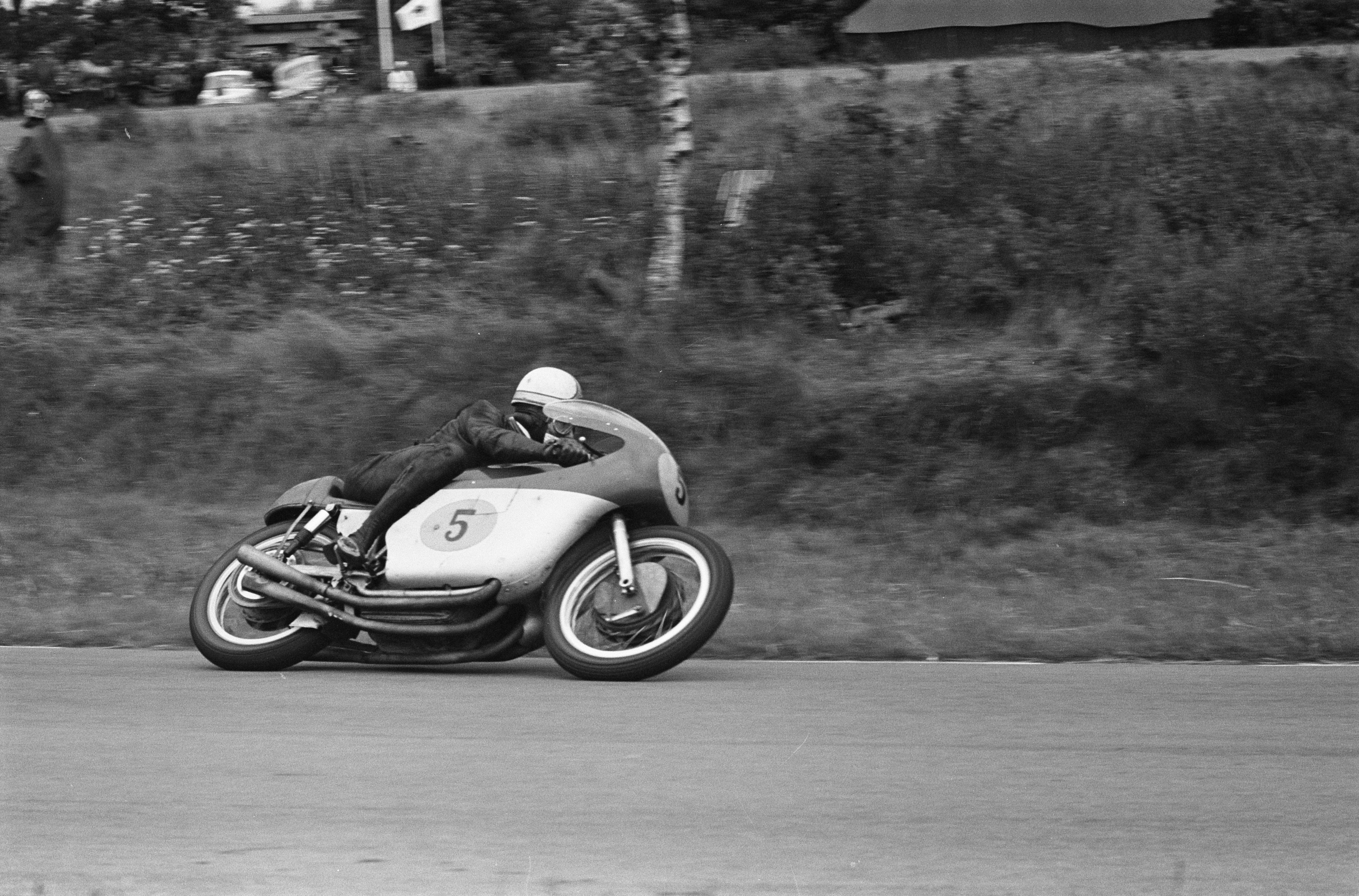
Mike Hailwood amb la MV Agusta 500 al Dutch TT de 1962

El nom de MV Agusta es va donar a conèixer internacionalment el 1948, quan Franco Bertoni va guanyar la cursa de 125cc al Gran Premi d'Itàlia. En aquell moment, l'empresa va adoptar l'eslògan comercial "Experiència de curses al servei de la fabricació en sèrie".
MV Agusta va guanyar el seu primer campionat mundial el 1952 amb Cecil Sandford en la categoria de 125cc. Poc després, la marca va encetar una època de domini en totes les cilindrades i va arribar a guanyar els títols de 125, 250, 350 i 500 cc simultàniament els anys 1958, 1959 i 1960. El fabricant italià va protagonitzar una ratxa impressionant a la classe dels 500cc, on va guanyar de forma ininterrompuda els campionats de pilots entre 1958 i 1974.
MV Agusta es va retirar dels Grans Premis al final de la temporada de 1976, després d'haver guanyat 270 curses, 38 Campionats del Món de pilots i 37 de constructors, amb pilots tan llegendaris com ara Giacomo Agostini, Mike Hailwood, Phil Read, Carlo Ubbiali, Gary Hocking i John Surtees.

### Campionats del món

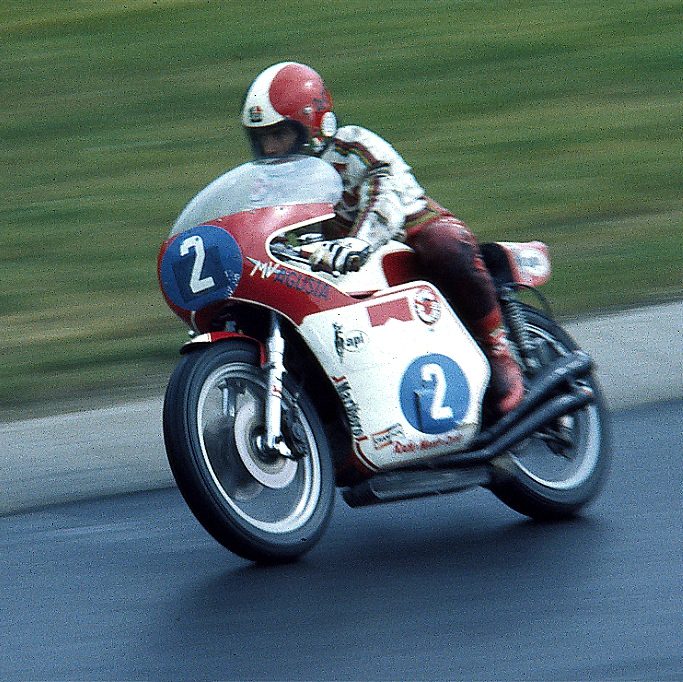
Giacomo Agostini amb la MV Agusta 350 4 cilindres el 1976 a Nurburgring

MV Agusta va guanyar els següents campionats mundials de motociclisme:
- 500cc (John Surtees, Gary Hocking, Mike Hailwood, Giacomo Agostini, Phil Read)
  - 1956, 1958-1974
- 350cc (John Surtees, Gary Hocking, Mike Hailwood, Giacomo Agostini)
  - 1958, 1959-1961, 1968-1973
- 250cc (Carlo Ubbiali, Tarquinio Provini)
  - 1956, 1958-1960
- 125cc (Cecil Sandford, Carlo Ubbiali)
  - 1952, 1955, 1956, 1958-1960

| Any   | Campió           | Campió                                  | Campió                                     | Campió                                                          |
| Any   | 125 cc           | 250 cc                                  | 350 cc                                     | 500 cc                                                          |
| ----- | ---------------- | --------------------------------------- | ------------------------------------------ | --------------------------------------------------------------- |
| 1952  | Cecil Sandford ¹ |                                         |                                            |                                                                 |
|       |                  |                                         |                                            |                                                                 |
| 1955  | Carlo Ubbiali ¹  |                                         |                                            |                                                                 |
| 1956  | Carlo Ubbiali ¹  | Carlo Ubbiali 3                         |                                            | John Surtees 7                                                  |
|       |                  |                                         |                                            |                                                                 |
| 1958  | Carlo Ubbiali ¹  | Tarquinio Provini 3                     | John Surtees ⁵                             | John Surtees 7                                                  |
| 1959  | Carlo Ubbiali ¹  | Carlo Ubbiali 4                         | John Surtees ⁵                             | John Surtees 7                                                  |
| 1960  | Carlo Ubbiali ¹  | Carlo Ubbiali 4                         | John Surtees ⁵                             | John Surtees 7                                                  |
| 1961  |                  |                                         | Gary Hocking ⁵                             | Gary Hocking 7                                                  |
| 1962  |                  |                                         |                                            | Mike Hailwood 7                                                 |
| 1963  |                  |                                         |                                            | Mike Hailwood 7                                                 |
| 1964  |                  |                                         |                                            | Mike Hailwood 7                                                 |
| 1965  |                  |                                         |                                            | Mike Hailwood 7                                                 |
| 1966  |                  |                                         |                                            | Giacomo Agostini 8                                              |
| 1967  |                  |                                         |                                            | Giacomo Agostini 8                                              |
| 1968  |                  |                                         | Giacomo Agostini ⁶                         | Giacomo Agostini 8                                              |
| 1969  |                  |                                         | Giacomo Agostini ⁶                         | Giacomo Agostini 8                                              |
| 1970  |                  |                                         | Giacomo Agostini ⁶                         | Giacomo Agostini 8                                              |
| 1971  |                  |                                         | Giacomo Agostini ⁶                         | Giacomo Agostini 8                                              |
| 1972  |                  |                                         | Giacomo Agostini ⁶                         | Giacomo Agostini 8                                              |
| 1973  |                  |                                         | Giacomo Agostini ⁶                         | Phil Read 8                                                     |
| 1974  |                  |                                         |                                            | Phil Read ⁹                                                     |
| Motos | ¹ 125 Bialbero   | 3 250 Monocilindrica 4 250 Bicilindrica | ⁵ MV Agusta 350 Four ⁶ MV Agusta 350 Three | 7 MV Agusta 500 Four 8 MV Agusta 500 Three ⁹ MV Agusta 500 Four |

### Campionats de constructors
- 500 cc 
  - 1956, 1958, 1959, 1960, 1961, 1962, 1963, 1964, 1965, 1967, 1968, 1969, 1970, 1971, 1972, 1973
- 350 cc 
  - 1958, 1959, 1960, 1961, 1968, 1969, 1970, 1971, 1972
- 250 cc 
  - 1955, 1956, 1958, 1959, 1960
- 125 cc 
  - 1952, 1953, 1955, 1956, 1958, 1959, 1960

### Tourist Trophy

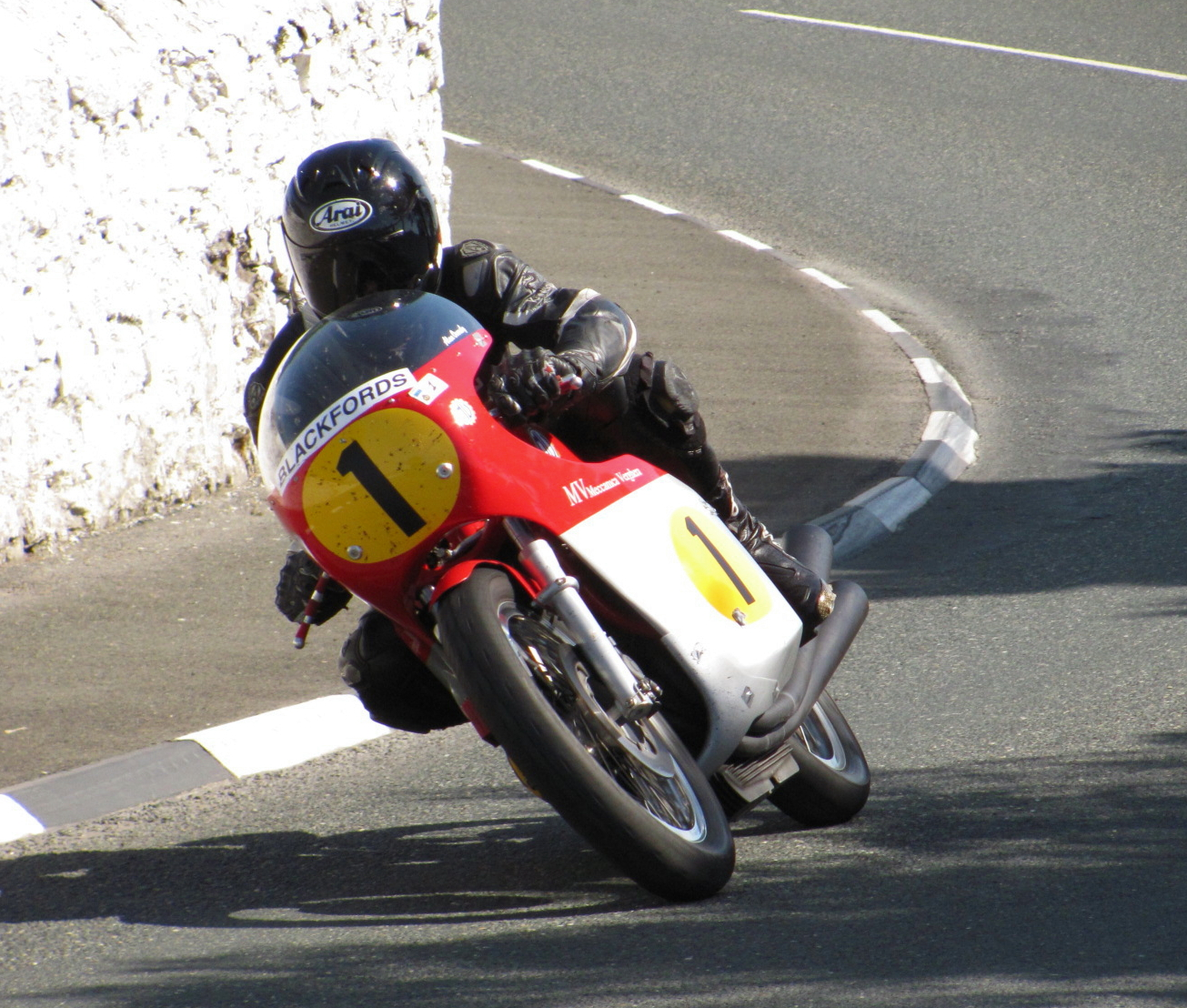
Alan Oversby amb una MV Agusta 500 als Church Bends durant el Pre-TT Classic del 2010

MV Agusta va guanyar nombroses curses al TT de l'illa de Man. Giacomo Agostini va debutar-hi el 1965 a la categoria Junior TT (350cc) amb una MV 350 tricilíndrica i va acabar-hi tercer. Agostini va participar en un total de 16 curses del TT, totes amb MV Agusta, amb el resultat de 10 victòries, 3 podis i 3 abandonaments. A més, va aconseguir victòries dobles (al Junior i al Senior TT el mateix any) les edicions de 1968, 1969, 1970 i 1972. Mike Hailwood va guanyar el TT amb MV Agusta quatre vegades, tres en la categoria Senior (500cc) i una en Junior. John Surtees va guanyar la cursa Senior amb MV Agusta el 1956 i va obtenir victòries dobles (Junior i Senior) els anys 1958 i 1959; el 1960, va tornar a guanyar en categoria Senior.
En total, MV Agusta va guanyar el Tourist Trophy 34 vegades.
| Any   | Guanyadors del TT de l'illa de Man | Guanyadors del TT de l'illa de Man                     | Guanyadors del TT de l'illa de Man         | Guanyadors del TT de l'illa de Man         |
| Any   | Ultra-Lightweight TT 125 cc        | Lightweight TT 250 cc                                  | Junior TT 350 cc                           | Senior TT 500 cc                           |
| ----- | ---------------------------------- | ------------------------------------------------------ | ------------------------------------------ | ------------------------------------------ |
| 1952  | Cecil Sandford ¹                   |                                                        |                                            |                                            |
| 1953  | Leslie Graham ¹                    |                                                        |                                            |                                            |
|       |                                    |                                                        |                                            |                                            |
| 1955  | Carlo Ubbiali ¹                    | Bill Lomas ²                                           |                                            |                                            |
| 1956  | Carlo Ubbiali ¹                    | Carlo Ubbiali 3                                        |                                            | John Surtees 7                             |
|       |                                    |                                                        |                                            |                                            |
| 1958  | Carlo Ubbiali ¹                    | Tarquinio Provini 3                                    | John Surtees ⁵                             | John Surtees 7                             |
| 1959  | Tarquinio Provini ¹                | Tarquinio Provini 4                                    | John Surtees ⁵                             | John Surtees 7                             |
| 1960  | Carlo Ubbiali ¹                    | Carlo Ubbiali 4                                        | John Hartle ⁵                              | John Surtees 7                             |
|       |                                    |                                                        |                                            |                                            |
| 1962  |                                    |                                                        | Mike Hailwood ⁵                            | Gary Hocking 7                             |
| 1963  |                                    |                                                        |                                            | Mike Hailwood 7                            |
| 1964  |                                    |                                                        |                                            | Mike Hailwood 7                            |
| 1965  |                                    |                                                        |                                            | Mike Hailwood 7                            |
| 1966  |                                    |                                                        | Giacomo Agostini ⁶                         | Giacomo Agostini 8                         |
|       |                                    |                                                        |                                            |                                            |
| 1968  |                                    |                                                        | Giacomo Agostini ⁶                         |                                            |
| 1969  |                                    |                                                        | Giacomo Agostini ⁶                         | Giacomo Agostini 8                         |
| 1970  |                                    |                                                        | Giacomo Agostini ⁶                         | Giacomo Agostini 8                         |
| 1971  |                                    |                                                        |                                            | Giacomo Agostini 8                         |
| 1972  |                                    |                                                        | Giacomo Agostini ⁶                         | Giacomo Agostini 8                         |
| Motos | ¹ 125 Bialbero                     | ² 203 Bialbero 3 250 Monocilindrica 4 250 Bicilindrica | ⁵ MV Agusta 350 Four ⁶ MV Agusta 350 Three | 7 MV Agusta 500 Four 8 MV Agusta 500 Three |

### Retorn a les curses

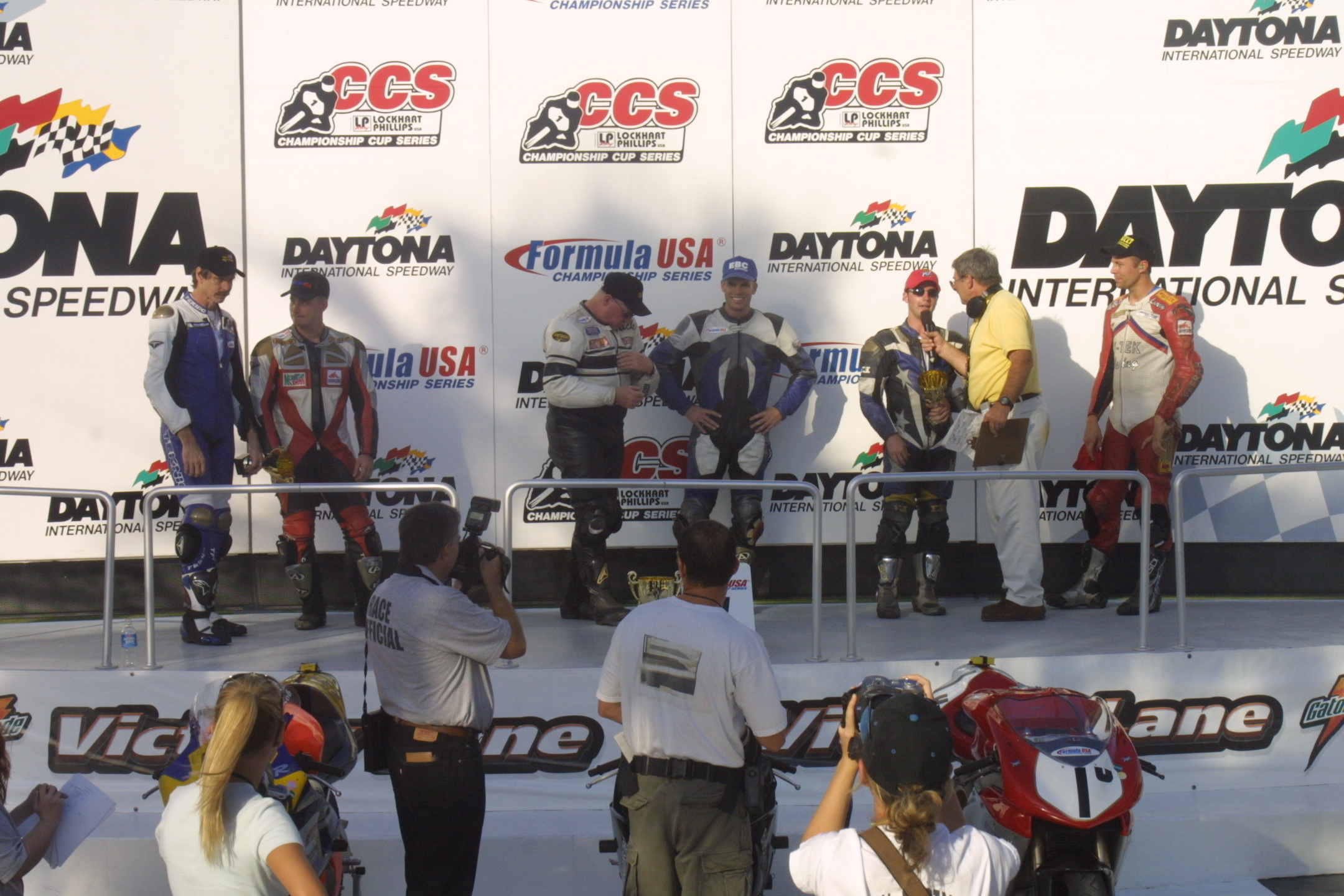
Els pilots de la MV Agusta F4 al podi de Daytona el 2003

Tot i que la fàbrica va abandonar la competició, alguns equips independents ("privats") varen córrer amb la MV Agusta F4 750. El 2003, l'equip Big Show Racing de Chicago va inscriure una F4 750 a la cursa de Formula USA del Daytona 200 Mile Team Challenge. L'equip es va classificar segon a la general amb Larry Denning i Aaron Risinger de pilots.
El 2004 la companyia va fer un retorn semioficial a les curses donant suport a l'equip MV Agusta Deutschland en el campionat d'Alemanya de superbike: Jörg Teuchert hi va obtenir dues victòries amb una F4 1000S, cosa que va significar el retrobament de la marca amb la victòria des del Gran Premi d'Alemanya de 1976, on Agostini hi havia aconseguit la darrera fins aleshores. El 2005, l'activitat de MV es va ampliar a la FIM Superstock 1000 Cup amb els equips italians EVR Corse i Gimotorsports.
MV Agusta va guanyar el campionat italià de Superstock el 2006 amb Luca Scassa, 30 anys després del seu darrer títol nacional (el campionat d'Itàlia de 500cc que guanyà Agostini el 1976). El 2008, Scassa va guanyar el campionat d'Itàlia de Superbike amb una moto amb suport de fàbrica, proporcionada pel departament de curses de Schiranna.
L'equip Fast by Ferracci va inscriure dues F4 per als pilots Luca Scassa i Matt Lynn a la temporada 2007 del campionat AMA de Superbike. MV planejava el seu retorn a les curses per a la temporada 2008 del Campionat del món de Superbike amb l'equip anglès de Carl Fogarty, Foggy Racing. El projecte, però, es va cancel·lar per manca de patrocinador.

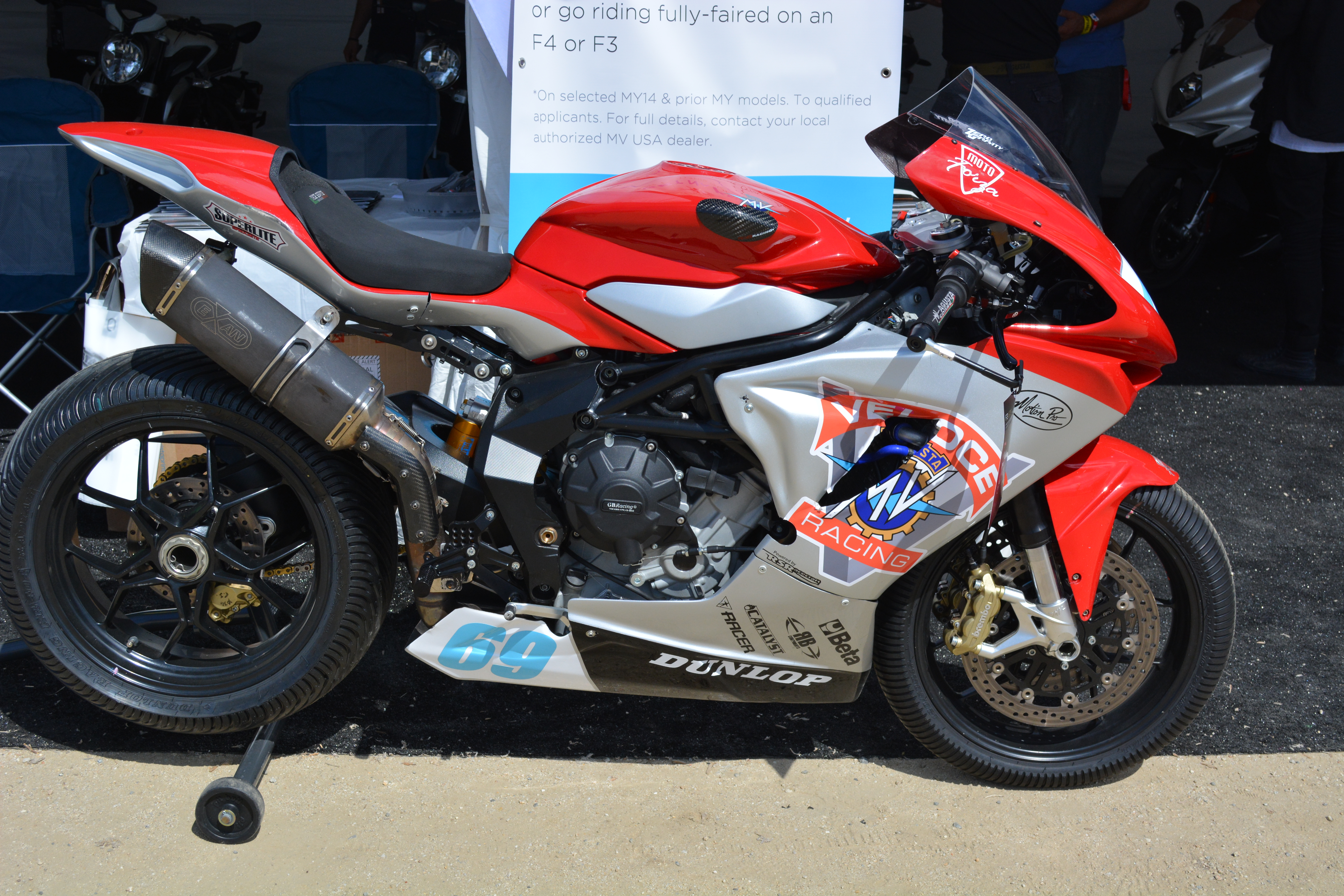
Una MV Agusta de SBK del 2015

El 2013, l'equip Grant Racing va inscriure dues MV Agusta F4-RR al campionat britànic de Superstock. La MV Agusta F3 675 va competir aquell mateix any al Campionat del món de Supersport amb dues motos gestionades per l'equip ParkinGO; Roberto Rolfo i Christian Iddon, els seus pilots, van aconseguir-hi tres podis.
El 2014, MV Agusta va tornar oficialment a les curses tot establint l'equip oficial MV Agusta Reparto Corse, el qual gestionava les activitats esportives a Superbike i Supersport. El 2018 es va anunciar que la marca tornaria també als Grans Premis, concretament a Moto2, amb l'equip Forward Racing. La nova moto s'havia de començar a provar al juliol d'aquell any per tal de fer-la debutar al mundial de 2019. Això representava la tornada de MV Agusta al mundial després de més de 40 anys, ja que se n'havia retirat el 1976 a causa de dificultats financeres. Al novembre del 2018 es va anunciar que els pilots de la nova MV Agusta de Moto2 serien Stefano Manzi i Dominique Aegerter. La nova moto disposa d'un nou paquet de motors construït específicament per a ella: l'envellit motor tetracilíndric en línia de l'Honda CBR600RR, que s'havia utilitzat des de la temporada inaugural de Moto2 (2010), va ser substituït per un motor tricilíndric de 765 cc desenvolupat per Triumph Motorcycles, basat en el de la Triumph Street Triple RS 765.

## El museu
El 1986 es van subhastar algunes motos de curses, prototips, motors i xassissos del Reparto Corse (departament de curses) MV Agusta. Tot i la important campanya de premsa de la revista Motociclismo, destinada a mantenir aquest patrimoni a Itàlia, cap organisme públic no hi va intervenir. Per un import de 1.500 milions de lires (774.685 euros al canvi actual), el llegat històric de la marca va acabar dins la col·lecció particular d'un milionari americà. La revista Motociclismo va intentar in extremis una subscripció entre els lectors, però no va aconseguir prou diners.
Actualment es poden admirar al Museu Agusta de Cascina Costa les motocicletes i documentals que el "GLA" (Gruppo Lavoratori Agusta Seniores) va aconseguir salvar.